# Michele (arcangelo)
Michele (in ebraico מִיכָאֵל‎? [mixaˈʔel]; in latino «Quis ut Deus?», “Chi è come Dio?”, che traduce Mîkhā'ēl; in greco antico: Μιχαήλ, letto Mikhaḗl; in latino Michaël; in arabo ميخائيل|, letto Mīkhā'īl) è un arcangelo nell'Ebraismo, nel Cristianesimo (tranne in quello avventista), e nell'Islam. Nel deposito della tradizione delle chiese Cattolica Romana e Ortodossa, nella fede Anglicana e Luterana, egli è chiamato "San Michele l'Arcangelo" (l'Arcangelo per antonomasia), o più brevemente "San Michele". Nella tradizione delle Chiese ortodosse orientali e ortodossa, egli è chiamato "Tassiarca Arcangelo Michele", o più brevemente "Arcangelo Michele".
L'attribuzione direttamente nel nome del titolo di santo, che pure ha origine nell'Antico Testamento, non è universalmente accettata da tutte le confessioni religiose. Invece, il nome proprio Michele (in ebraico מיכאל, di tipo teoforico) è tra quelli a cui la Bibbia attribuisce espressamente il titolo di arcangelo, così come anche nei passi biblici che si riferiscono agli altri due ultimi arcangeli riconosciuti dalle citate confessioni: Gabriele e Raffaele.
Le menzioni più antiche del nome risalgono ad opere della letteratura giudaica del II e III secolo a.C., spesso ma non sempre di genere apocalittico, dove egli è il capo degli angeli e degli arcangeli e il responsabile della cura di Israele. Il Cristianesimo ha conservato gran parte dei caratteri attribuiti a san Michele nella letteratura giudaica.
Per la Chiesa cattolica, la solennità liturgica dei tre santi arcangeli ricorre il 29 settembre: in ordine, san Michele Arcangelo, san Gabriele Arcangelo, san Raffaele Arcangelo. San Michele si festeggia anche in queste date che ricordano particolari ricorrenze, e non si trovano nel comune calendario perché in tali date non compare come il Santo del giorno: l'8 novembre, l'8 maggio, il 6 settembre, il 16 ottobre e la terza domenica di Pasqua (la seconda domenica dopo Pasqua).
L'8 maggio 490 d.C., ad esempio, ricorre la data della sua apparizione a san Lorenzo Maiorano, vescovo di Siponto, nella grotta sul Gargano, da cui la devozione riprese a diffondersi rapidamente in tutta Europa.
Michele è menzionato sempre con la stessa parola ebraica equivalente di arcangelo (tradotto anche come "principe") in: Gd 9; Ap 12, 7; Zc 13, 1-2; difensore degli amici di Dio in: Dn 10, 13.21; protettore del suo popolo in: Dn 12, 1. Nell'ultimo libro del Nuovo Testamento, l'Apocalisse di Giovanni, dopo la prima guerra in paradiso (menzionata in Ap 12:9, simmetrico a Genesi 3:20-24), l'arcangelo è protagonista nella seconda guerra terrena della donna (Maria, madre di Gesù Cristo) contro il drago.
Michele guida di nuovo alla vittoria la milizia celeste degli angeli di Dio contro Lucifero, che fu serafino e perciò fratello degli Arcangeli, e i suoi angeli (un terzo del totale), ribelli e apostati. Secondo la profezia, alla fine dei giorni, san Michele Arcangelo è destinato a squillare la tromba annunciatrice del gran giudizio finale, quando, dopo aver ricapitolato ogni cosa in Cristo, il Regno dei cieli verrà riconsegnato da Gesù Cristo a Dio Padre per l'eternità.
L'Islam accetta come rivelazione la totalità di Antico e Nuovo Testamento. Il nome di Mīkāʾīl (ميخائيل), o Mīkīl (ﻣﻴﻜﻴﻞ), è citato nel testo sacro principale, il Corano, quale angelo di pari rango con Jibrīl (Gabriele), inviati da Allah a istruire il profeta Maometto, dettandogli il Corano.
È il Celeste Protettore dell'Ordine dei Minimi di san Francesco di Paola.

## Nome e angelologia
Il nome Michele deriva dall'espressione Mi-ka-El che significa "chi è come Dio?". L'arcangelo Michele è ricordato per aver difeso la fede in Dio contro le orde di Satana. Michele, comandante delle milizie celesti, dapprima accanto a Lucifero nel rappresentare la coppia angelica, si separa poi da Satana e dagli angeli che operano la scissione da Dio, rimanendo invece fedele a Lui, mentre Satana e le sue schiere precipitano negli Inferi. L'arcangelo Michele è rappresentato in forma di guerriero, infatti porta una spada.
Nel calendario liturgico cattolico si festeggia come "San Michele Arcangelo" il 29 settembre, con San Gabriele Arcangelo e San Raffaele Arcangelo.
Mentre Alfonso, Roberto Bellarmino, così come Basilio Magno e altri patriarchi greci gli attribuiscono il rango più alto tra gli angeli, san Bonaventura lo considera semplicemente il capo dei serafini, il primo dei nove cori angelici.

## Michele nei testi sacri giudaico-cristiani

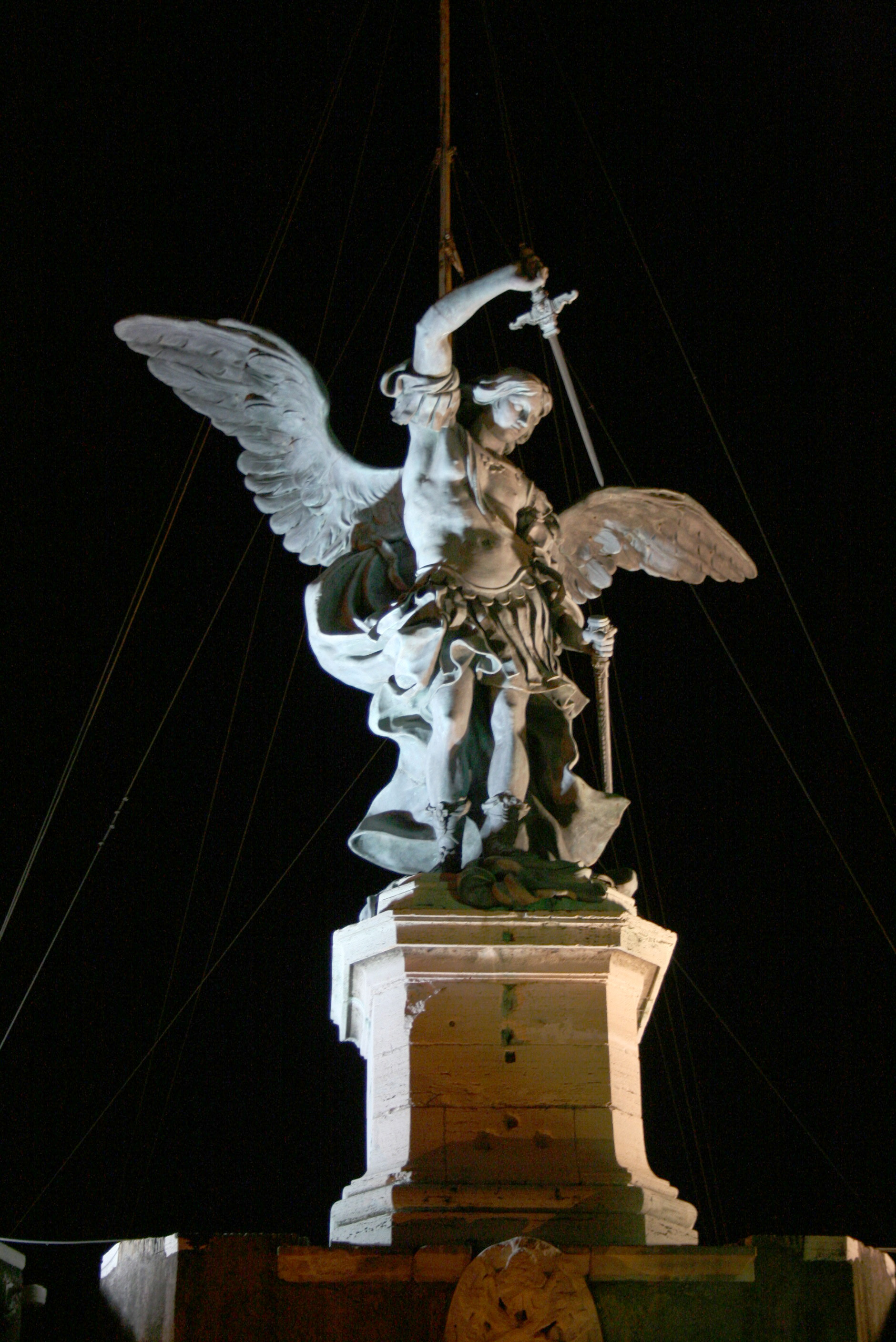
Statua dell'arcangelo Michele in atto di rimettere la spada nel fodero su Castel Sant'Angelo in Roma; opera di Peter Anton von Verschaffelt

Michele è citato nella Bibbia ebraica, nel Libro di Daniele 12,1, come primo dei principi e custode del popolo di Israele.
Nel Nuovo Testamento è definito come arcangelo nella Lettera di Giuda 9, e nell'Apocalisse di Giovanni 12,7-8 Michele è l'angelo che conduce gli angeli nella battaglia contro il drago, rappresentante il demonio, e lo sconfigge. Esso è implicitamente nominato in Giosuè 5:14-15 (Giosuè 5) e in Zaccaria 3:2 (Zaccaria 3). Essendo qui chiamato "Angelo Personale del Signore" possiamo ritrovare la sua figura in Genesi 16,7 che rimanda a I Corinzi 10,4 che a sua volta si ricollega a Esodo 3,2 e 23:21 che rimandano ad Isaia 9,5 e 63,9 per poi ritrovarsi in Giudici 2:1 e rivelarsi nel collegamento tra Malachia 3:1 e Marco 1,2 e Salmo 106:20 e Giovanni 1,1.
Secondo la liturgia cristiana, Michele è l'angelo che rivelò l'apocalisse a San Giovanni.

### Michele nei libri non canonici
Numerosi sono gli scritti apocrifi vetero e neo-testamentari in cui l'arcangelo Michele compare a vario titolo. Per esempio, nell'Apocalisse di Baruc è scritto che detiene le chiavi del Paradiso; nella Vita di Adamo ed Eva si dice che fu lui ad insegnare ad Adamo a coltivare la terra; nell'Apocalisse di Mosè detta ai figli di Adamo ed Eva i doveri rituali verso i defunti; nel Vangelo di Bartolomeo si racconta che fu lui a portare a Dio la terra e l'acqua necessarie a creare Adamo; nell'Ascensione di Isaia si racconta che fu lui a rimuovere la pietra dal sepolcro di Gesù; nell'Apocalisse della Madre di Dio accompagnò la Vergine in un viaggio infernale per mostrarle le pene a cui sono sottoposti i dannati.
Nel primo libro apocrifo di Enoch (1:20), Michele è nominato come il quarto dei sette arcangeli e santo patrono di Israele ed è descritto come "misericordioso e magnanime" (2:40). Nel verso 1:11 Dio incarica Michele di legare l'angelo caduto Semjasa e i suoi seguaci "per 70 generazioni", per distruggere gli "spiriti dei respinti" e "per cancellare ogni violenza e impurità dalla terra". Dio pone nelle mani dell'arcangelo l'Eid Aqae, che contiene i misteri della creazione (2:69). Michele è la guida spirituale e il maestro di Enoch e gli mostra l'albero della vita (1:24) e "tutti i misteri della misericordia e della giustizia, [...] tutti i misteri dei confini dei cieli, e tutti i ricettacoli di ogni stella e luce" (2:70).
L'idea di Michele come custode della Porta del Paradiso risale al Vangelo apocrifo di Nicodemo. Secondo il Libro dei Giubilei, fu dapprima nominato da Dio cronista della storia del mondo (Gb 1,27), finché Dio non incaricò Mosè di scrivere la storia della Creazione per il suo popolo (Gb 2:1).
Nei Rotoli del Mar Morto, scoperti nel 1947, Michele è indicato come il "Principe della Luce" che guida le schiere dei Cieli contro le forze del male rette da Belial. L'arcangelo porta anche il titolo di "Viceré del Cielo".

### I simboli di Michele

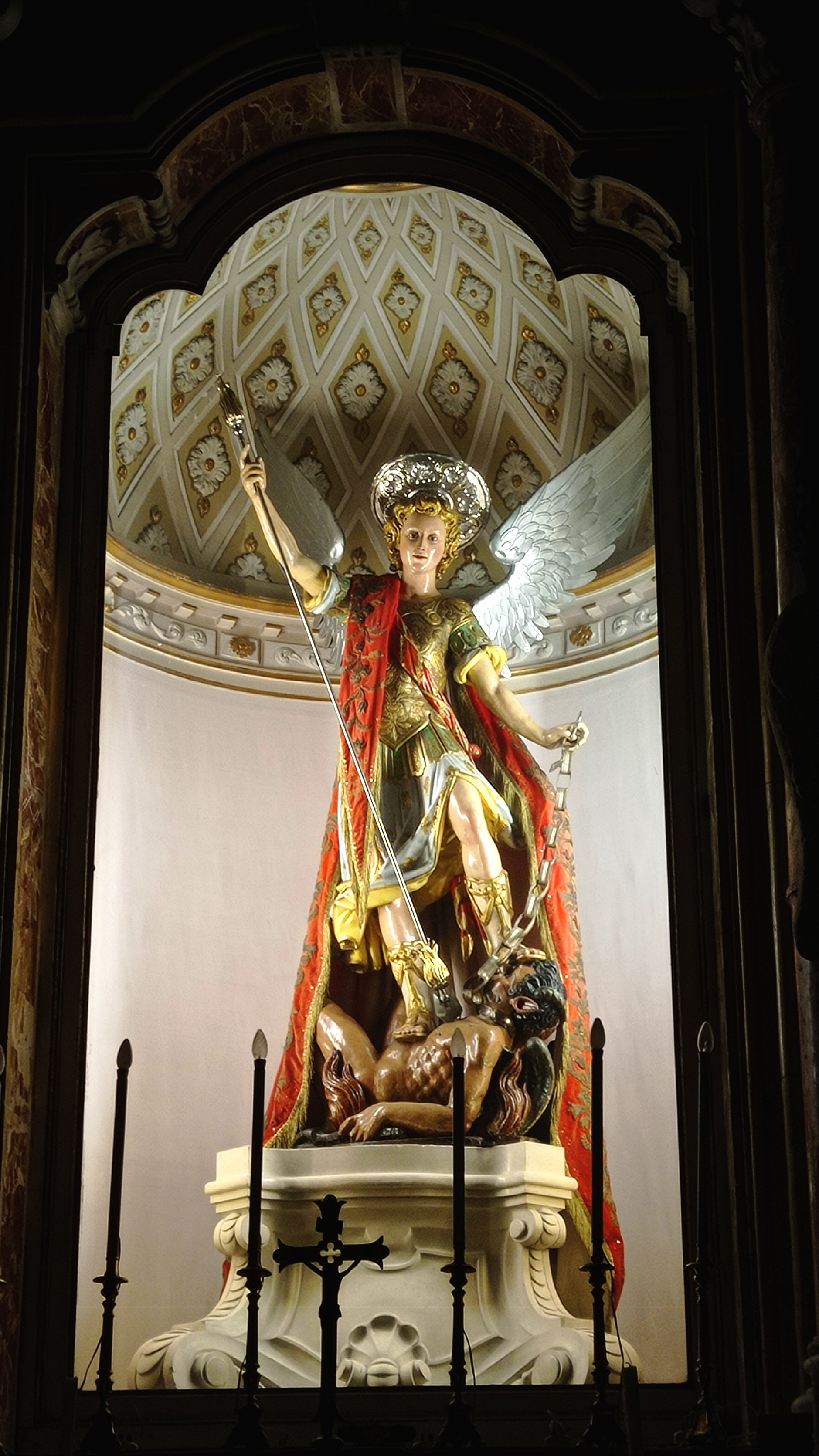
Statua di San Michele conservata nella Cattedrale di Caltanissetta, opera di Stefano Li Volsi, 1625 circa.

In molte immagini Michele tiene spesso tra le mani una bilancia, simbolo di equilibrio. Secondo tradizioni vicine all'ermetismo cristiano, infatti, questo arcangelo regge l'equilibrio del sistema solare e quello dell'uomo. Secondo questa visione i pianeti principali raffigurano funzioni della psiche e della personalità. Ad esempio il Sole simboleggia il cuore e il centro dell'essere umano, così come è il centro del sistema solare. La bilancia di Michele raffigura perciò il suo ruolo di grande equilibratore.
La spada che impugna rappresenta la potenza di cambiamento e di liberazione, ma anche la capacità di discernere e di distinguere tra il bene e il male.
Un altro suo attributo importante è il drago, su cui trionfa senza però mai ucciderlo definitivamente. Il drago è infatti simbolo del male che dev'essere soggiogato ma mai cancellato del tutto, perché funzionale all'evoluzione.

## Michele nell'ebraismo
Secondo l'esegesi della religione ebraica l'angelo Michele, che è un Serafino, sostiene il popolo d'Israele e rappresenta il Kohen Gadol nelle Regioni eccelse, è infatti legato alla Sefirah Chesed ed è chiamato "Grande" come il popolo d'Israele.
(Eleazaro da Worms, Il segreto dell'Opera della Creazione)
Gli autori dei testi del Midrash ebraico interpretavano Michele come l'angelo non esplicitamente menzionato nei seguenti passi biblici:
- il cherubino che impedisce alle persone di ritornare in Paradiso (Genesi 3,24[31]);
- uno degli angeli che andarono a Sodoma per salvare Lot (Genesi 19:1[32]);
- l'angelo che salvò Isacco dalla morte sacrificale (Genesi 22:11[33]);
- l'angelo con cui Giacobbe combatté (Genesi 32:25[34]);
- l'angelo che ostacolava l'asino di Balaam (Num 22:22[35]);
- il "principe sull'esercito del Signore" (Giosuè 5:13-15[36]);
- l'angelo che distrusse l'esercito del re assiro Sennacherib (2 Re 19:35[37]);
- l'angelo che salvò i tre giovani dalla fornace ardente di Nabucodonosor (Dan 3:25[38]).

Secondo la tradizione rabbinica, Michele agì come difensore di Israele, e talvolta dovette combattere con i principi delle altre nazioni (Daniele 10:13) e in particolare con l'angelo Samael, l'accusatore di Israele. L'inimicizia tra Michele e Samael risale al tempo in cui quest'ultimo fu precipitato giù dal cielo. Samael afferrò le ali di Michele, che voleva abbattere con sé nella sua caduta, ma Michele fu salvato da Dio.

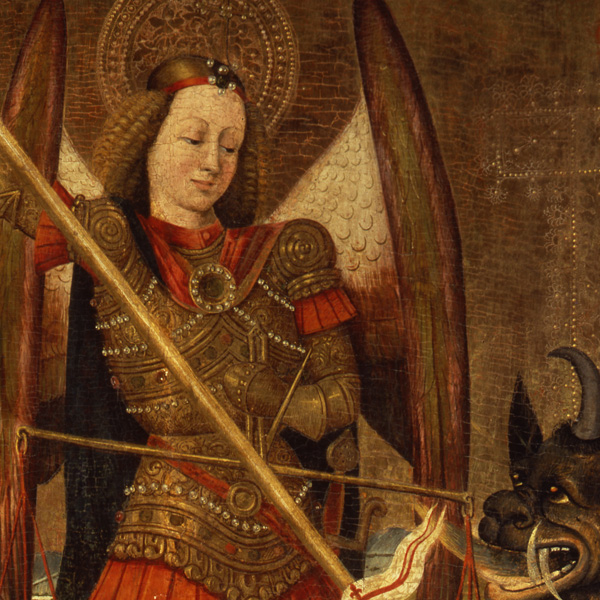
Jaume Baço Jacomart - San Michele Arcangelo (dettaglio) - Galleria Parmeggiani

L'idea che Michele fosse l'avvocato degli ebrei divenne così prevalente che, nonostante il divieto rabbinico di fare appello agli angeli come intermediari tra Dio e il suo popolo, Michele finì per occupare un certo posto nella liturgia ebraica: "Quando un uomo versa in stato di bisogno deve pregare direttamente Dio, e non Michele né Gabriele". Furono scritte due preghiere per supplicarlo come principe della misericordia perché intercedesse in favore di Israele: una composta dall'ebreo bizantino Eliezer ha-Kalir (c. 570 – c. 640), e l'altra da Judah ben Samuel di Regensburg (c. 1150 – 22 febbraio 1217), leader dei chassidim ashkenaziti in Baviera. Tuttavia, la preghiera di affidamento a Michele fu probabilmente più comune nei tempi antichi. Il profeta Geremia gli rivolse una preghiera.
I rabbini dichiarano che Michele entrò nel suo ruolo di difensore di Israele al tempo dei patriarchi biblici. Il midrash Exodus Rabbah sostiene che Michele abbia esercitato la sua funzione di avvocato d'Israele anche al tempo dell'Esodo. A Michele è attribuita la vittoria sull'esercito di Sennacherib.
Il rabbino Eliezer ben Jacob affermò che Michele salvò Abramo dalla fornace in cui era stato gettato da Nimrod (Midrash Genesis Rabbah xliv. 16). Si afferma che fu Michele, "quello che era fuggito" (Genesi 14:13) il quale rivelò ad Abramo che Lot era stato fatto prigioniero (Midrash Pirke R. El.), e che protesse Sara da Abimelech.
L'angelo Michele rivelò alla matriarca Sarah, sposa di Abramo, la nascita del figlio Isacco; inoltre, ormai superata, parlò ad Abramo nell'episodio della prova del sacrificio di Isacco, facendogli offrire un ariete al suo posto. Egli salvò Giacobbe dalle mani di Samael, quando il figlio di Isacco era ancora nel grembo di sua madre. Più tardi, Michele impedì a Labano di fare del male a Giacobbe (Pirke de-Rabbi Eliezer, xxxvi).
Nell'esegesi ebraica vi sono più opinioni rabbiniche che si chiedono se l'angelo che lottò con Giacobbe sia stato Michele o Samael: secondo il testo di Eleazaro da Worms, quando Dio chiese all'angelo serafino Michele, capo degli angeli officianti, del perché l'avesse ferito, rispose che ciò avvenne per il bene di Giacobbe stesso e dei suoi discendenti, il popolo d'Israele. Quando Giacobbe volle trattenerlo ulteriormente mentre stava approssimandosi l'alba ed il momento del cantico che gli angeli rivolgono a Dio, l'angelo Michele si mise a "gridare" e "piangere", iniziò il cantico dalla Terra, fatte le benedizioni su Giacobbe e la sua discendenza per sempre. Infine, secondo la Volontà divina, l'angelo Michele chiamò poi l'angelo Raffaele, angelo che custodisce la guarigione, per guarire Giacobbe, ma secondo altri venne guarito dal sole che stava sorgendo.

## Michele nell'Islam
Il nome di Mīkāʾīl (in arabo ميخائيل‎?), o Mīkīl (in arabo ﻣﻴﻜﻴﻞ‎?), è citato nel Corano alla sūra II, versetto 98. È uno dei quattro arcangeli e occupa il secondo posto nella loro gerarchia. Viene indicato come di pari rango rispetto a Jibrīl (Gabriele). Quest'ultimo è menzionato come portatore della parola di Dio e compare almeno otto volte nel Corano; gli altri due arcangeli Asrael e Israfil si trovano solo nella tradizione extracoranica.
Secondo la tradizione, Mīkīl avrebbe provveduto insieme a Jibrīl a istruire Maometto e, secondo un'altra tradizione, sua caratteristica sarebbe quella di non ridere mai.
Secondo una leggenda non confermata, Michele vive nel Settimo cielo e possiede delle ali verde smeraldo. Secondo la tradizione, Allah ha costruito in Paradiso una casa per gli abitanti del Paradiso (al-Bayt al-Ma'mur) presso la quale gli angeli si recano in pellegrinaggio cinque volte al giorno per pregare e lodare Dio. Gabriele ricoprirebbe il ruolo di muezzin, mentre Michele quello di imam.

## Michele nel cristianesimo

### Primi scritti cristiani
Michele era venerato come guaritore in Frigia (l'odierna Turchia).
Anche il più antico e famoso santuario di Michele nel Vicino Oriente antico era associato alle acque curative. Era il Michaelion, costruito all'inizio del IV secolo da Costantino il Grande a Calcedonia, sul sito di un precedente tempio chiamato Sosthenion.
Epifanio di Salamina (c. 310–320 – 403) si riferì nel suo Hexaemeron copto-arabo a Michele come l'angelo che sostituì Satana: dopo la caduta di Satana, Michele fu nominato alla funzione che Satana ricoprì quando era ancora uno degli angeli nobili.
Nel IV secolo, l'omelia di San Basilio Magno (De Angelis) poneva San Michele al di sopra di tutti gli angeli. Era chiamato "Arcangelo" perché preannuncia altri angeli. Il titolo Ἀρχαγγέλος (archangelos) ricorre in Giuda 1:9. Nel VI secolo, la visione di Michele come guaritore continuò a Roma; dopo una pestilenza, i malati dormivano di notte nella chiesa di Castel Sant'Angelo (a lui dedicata per aver salvato Roma), in attesa della sua manifestazione.
Nel VI secolo la crescita della devozione a Michele nella Chiesa d'Occidente si espresse nelle feste a lui dedicate, come ricorda il Sacramentario leoniano. Il Sacramentario gelasiano del VII secolo comprendeva la festa "S. Michaelis Archangeli", così come il Sacramentario gregoriano dell'VIII secolo. Alcuni di questi documenti fanno riferimento ad una Basilica Archangeli (non più esistente) in via Salaria a Roma.
L'angelologia dello Pseudo-Dionigi, ampiamente letta a partire dal VI secolo, ascrisse a Michele un rango nella gerarchia celeste. Successivamente, nel XIII secolo, altri come san Bonaventura credettero che fosse il principe dei Serafini, il primo dei nove ordini angelici. Secondo Tommaso d'Aquino (Summa Th. Ia. 113.3), egli è il Principe dell'ultimo e più basso coro, quello degli Angeli.

### Iconografia cristiana

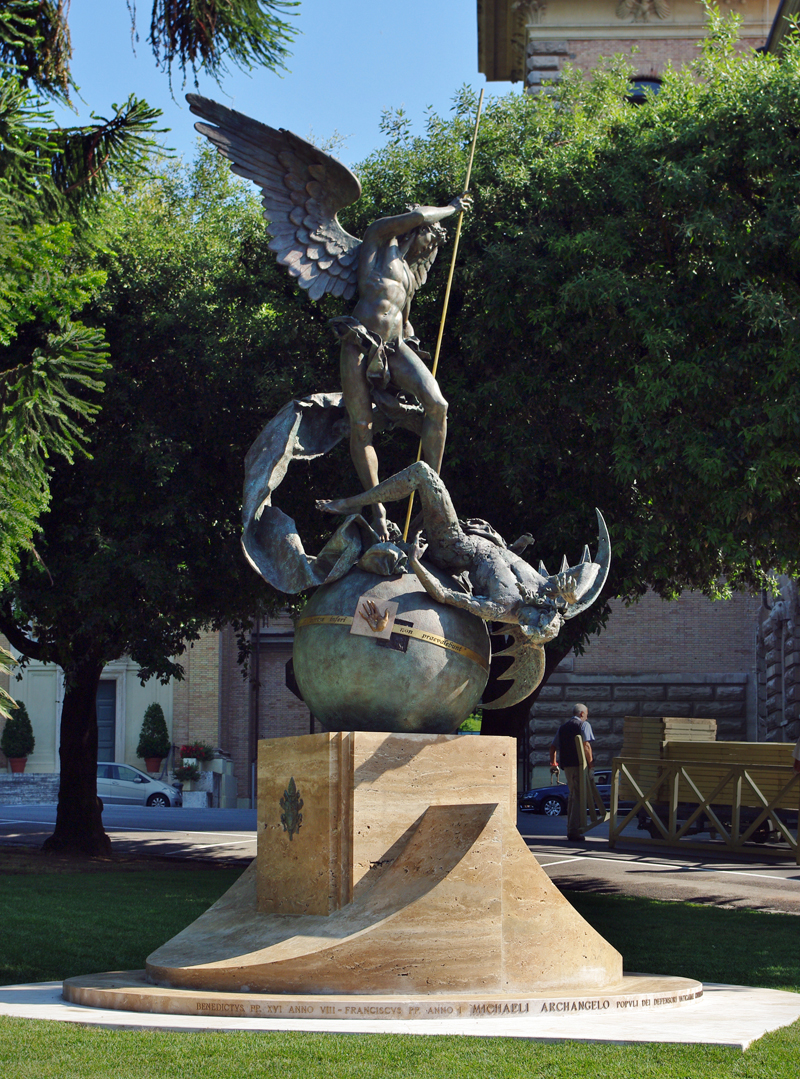
Statua in bronzo di San Michele Arcangelo nei Giardini Vaticani, opera di Giuseppe Antonio Lomuscio

Nell'arte cristiana, l'arcangelo Michele può essere raffigurato da solo o con altri angeli come Gabriele o santi. Alcune raffigurazioni con san Gabriele risalgono all'VIII secolo, ad esempio la bara di pietra nella chiesa di Notre Dame de Mortain, in Francia.
L'immagine di Michele arcangelo sia per il culto che per l'iconografia, dipende dai passi dell'Apocalisse. È comunemente rappresentato alato in armatura con la spada o lancia con cui sconfigge il demonio, spesso nelle sembianze di drago. Lo scudo può recare l'iscrizione latina Quis ut Deus?, relativa al nome ebraico del santo arcangelo. In alcune rappresentazioni del tardo Medioevo è raffigurato in un'armatura cavalleresca coeva. Michele è molto spesso presente nelle scene del Giudizio Universale. Tuttavia, la maggior parte delle immagini che lo ritraggono hanno carattere devozionale e non narrativo.
L'iconografia di Michele che uccide il serpente risale all'inizio del IV secolo, quando l'imperatore Costantino il Grande sconfisse Licinio nella battaglia di Adrianopoli del 324 d.C., non lontano dal Michaelion, una delle prime chiese consacrate all'arcangelo Michele.
Costantino avvertiva che il cognato Licinio era un agente di Satana e lo associò al serpente descritto in Apocalisse 12:9. Dopo la vittoria, il primo re cristiano commissionò una rappresentazione di se stesso e dei suoi figli che uccidono Licinio raffigurato come un serpente: si trattava di un simbolismo mutuato dagli insegnamenti cristiani sull'Arcangelo al quale attribuì la vittoria. Un dipinto simile, questa volta con lo stesso arcangelo Michele che uccide il serpente, divenne poi un'importante opera d'arte al Michaelion e alla fine portò all'iconografia standard dell'arcangelo Michele quale santo guerriero.
È il comandante dell'esercito celeste contro gli angeli ribelli del diavolo, che vengono precipitati a terra. A volte ha in mano una bilancia con cui pesa le anime (psicostasia), particolare che deriva dalla tradizione islamica (a sua volta derivante dalla mitologia egizia e persiana), ma che non ha nessun fondamento nelle scritture cristiane o nella tradizione cristiana precedente, come dimostra M. Asìn Palacios ne L'escatologia islamica nella Divina Commedia. Michele prende parte al giudizio mentre tiene con una mano una bilancia in cui pesa le anime dei defunti e con l'altra il Libro della Vita dell'Apocalisse nel quale sono impressi da sempre i nomi degli eletti che saranno parte della vita eterna. Questa forma di raffigurazione è meno comune dell'uccisione del drago., una scena che ricorre sulla parete dell'altare della Cappella Sistina.
Egli è tradizionalmente identificato con l'angelo che salva Azaria, Anania e Misaele dalla fornace ardente nel libro di Daniele, capitolo 3. Il soggetto iconografico è talvolta rappresentato nell'arte paleocristiana e nelle icone ortodosse orientali, ma raramente nell'arte successiva della Chiesa latina.
Sulla base del libro dell'Apocalisse ne vennero scritti altri dedicati a Michele, che finirono per definirlo come essere maestoso con il potere di vagliare le anime prima del Giudizio.
L'iconografia bizantina predilige l'immagine dell'arcangelo in abiti da dignitario di corte (con il loros) rispetto a quella del guerriero che combatte il demonio o che pesa le anime, più adottata invece in Occidente. Nella chiesa di Sant'Apollinare in Classe a Ravenna indossa la clamide (metà del VI secolo).
Secondo vari studiosi, tra cui lo scrittore scozzese Robert J. Stewart, San Michele e San Giorgio sono eredi dell'immagine dell'eroe radioso che uccide un drago, parte della fase solare del mito della creazione il cui prototipo fu il dio babilonese Marduk. «In epoca ellenistica l'equinozio autunnale, come quello primaverile, era consacrato a Mitra-Sole considerato demiurgo e cosmocrator, signore e animatore del cosmo, la cui funzione era simboleggiata da una sfera che teneva in mano; ma anche mediatore cosmico e dunque, per tanti aspetti, analogo a Ermes-Mercurio. […] Molte funzioni equinoziali e mediatrici di Mitra-Sole-Ermes vennero ereditate da san Michele, la cui festa cade in Occidente nel periodo subito successivo all'equinozio…».
Uno studioso inglese vittoriano ha scritto:
L'immagine ampiamente riprodotta della Madonna del Perpetuo Soccorso, icona della scuola cretese, raffigura a sinistra Michele che porta la lancia e la spugna della crocifissione di Gesù, con Gabriele alla destra di Maria e Gesù.
Nelle Chiesa ortodosse orientale, esistono tre icone acheropite associate a un intervento diretto e personale dell'arcangelo Michele: Mantamados a Mitilene, l'arcangelo Michele di Panormitis e quello di Nenita.

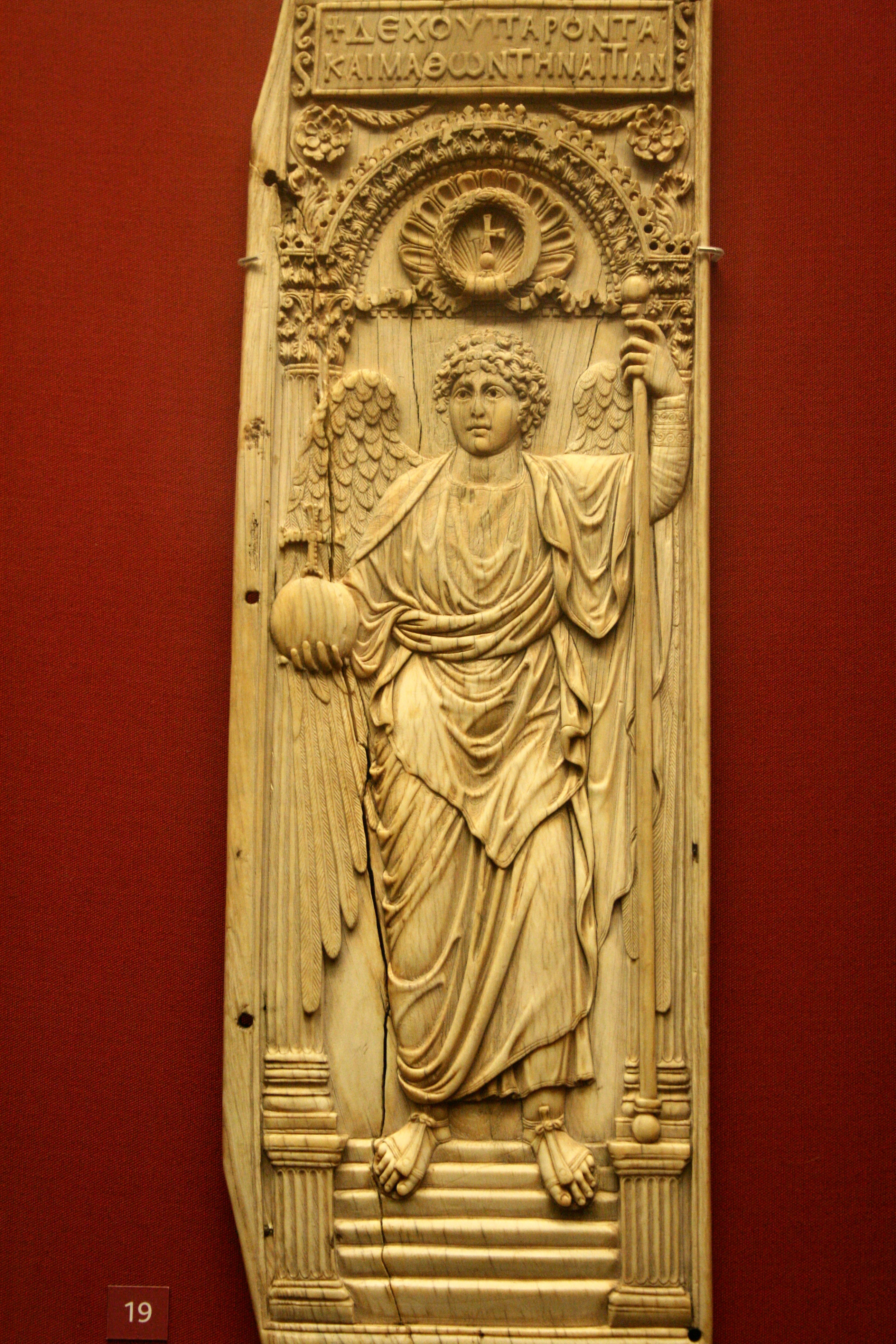
Avorio bizantino, metà di un dittico, inizi del VI secolo
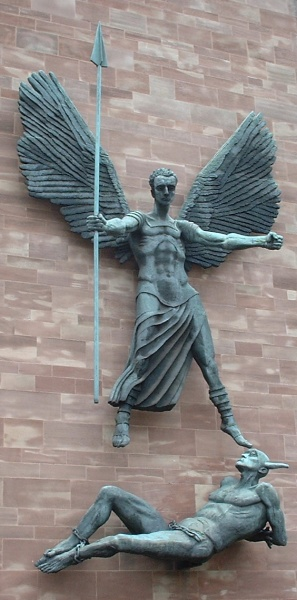
Bronzo di Jacob Epstein (1880-1959) nella Cattedrale di Coventry
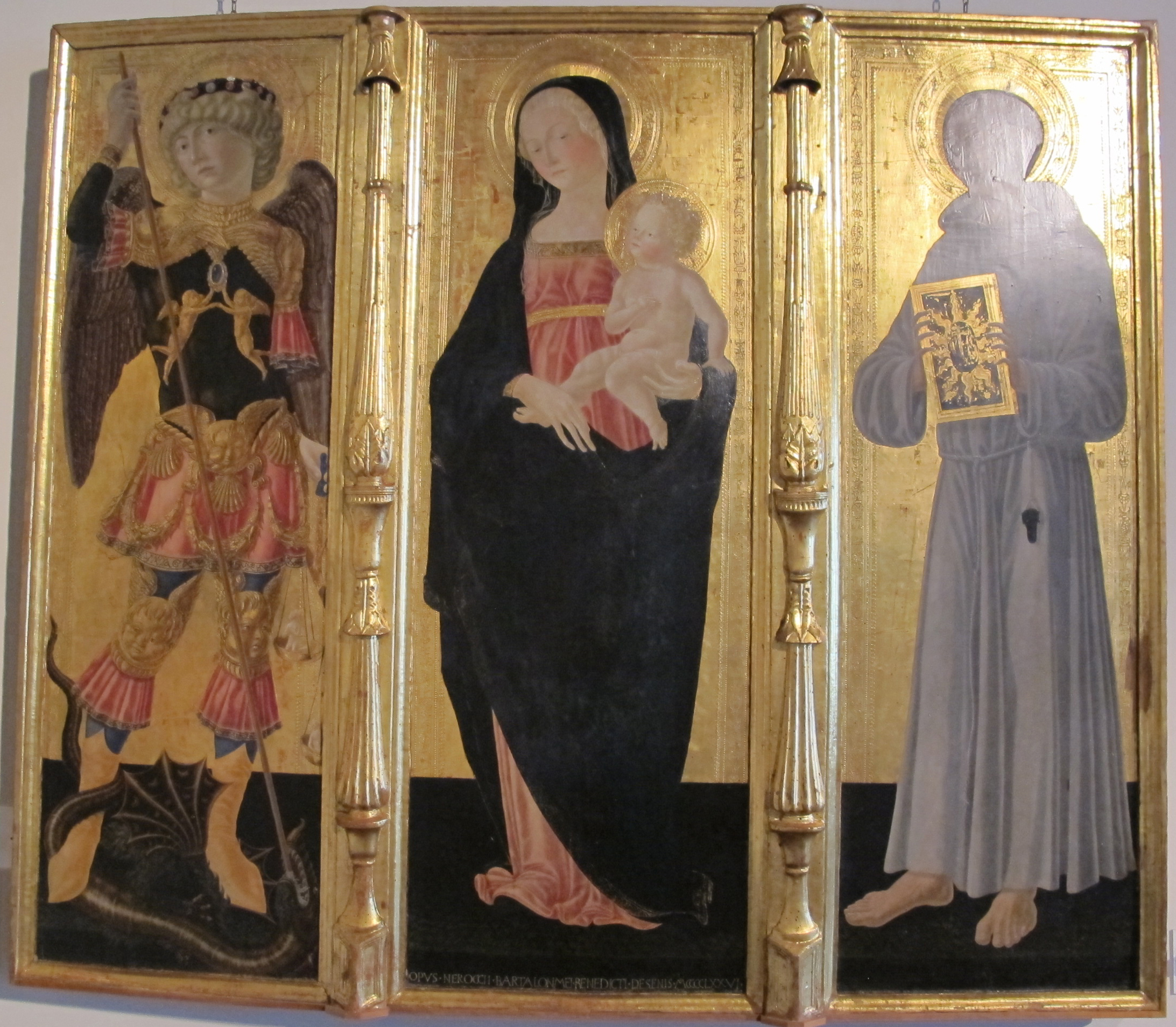
Madonna col Bambino tra San Michele e San Bernardino, Neroccio di Bartolomeo de' Landi, 1476
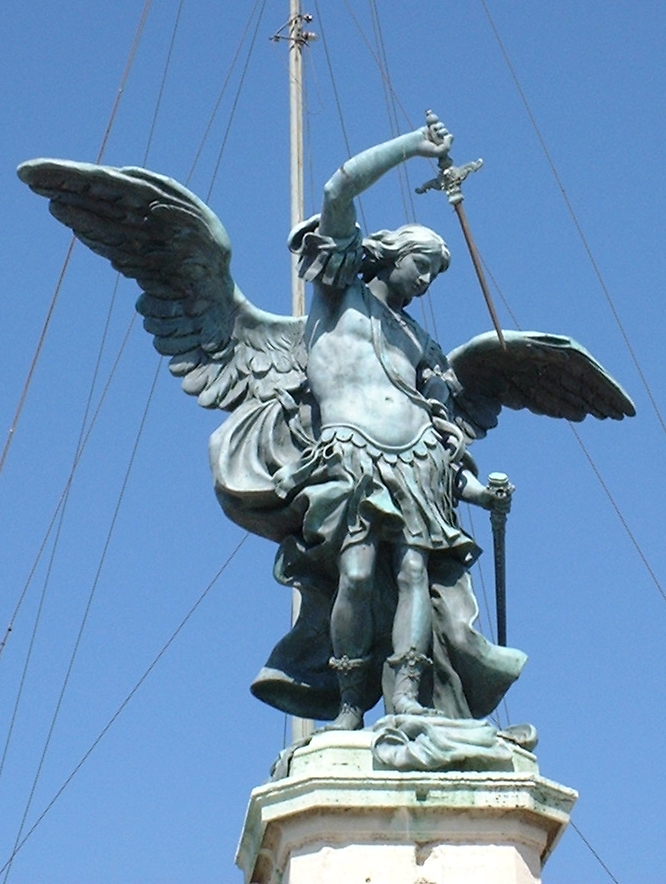
A Castel Sant'Angelo, Roma, 1753
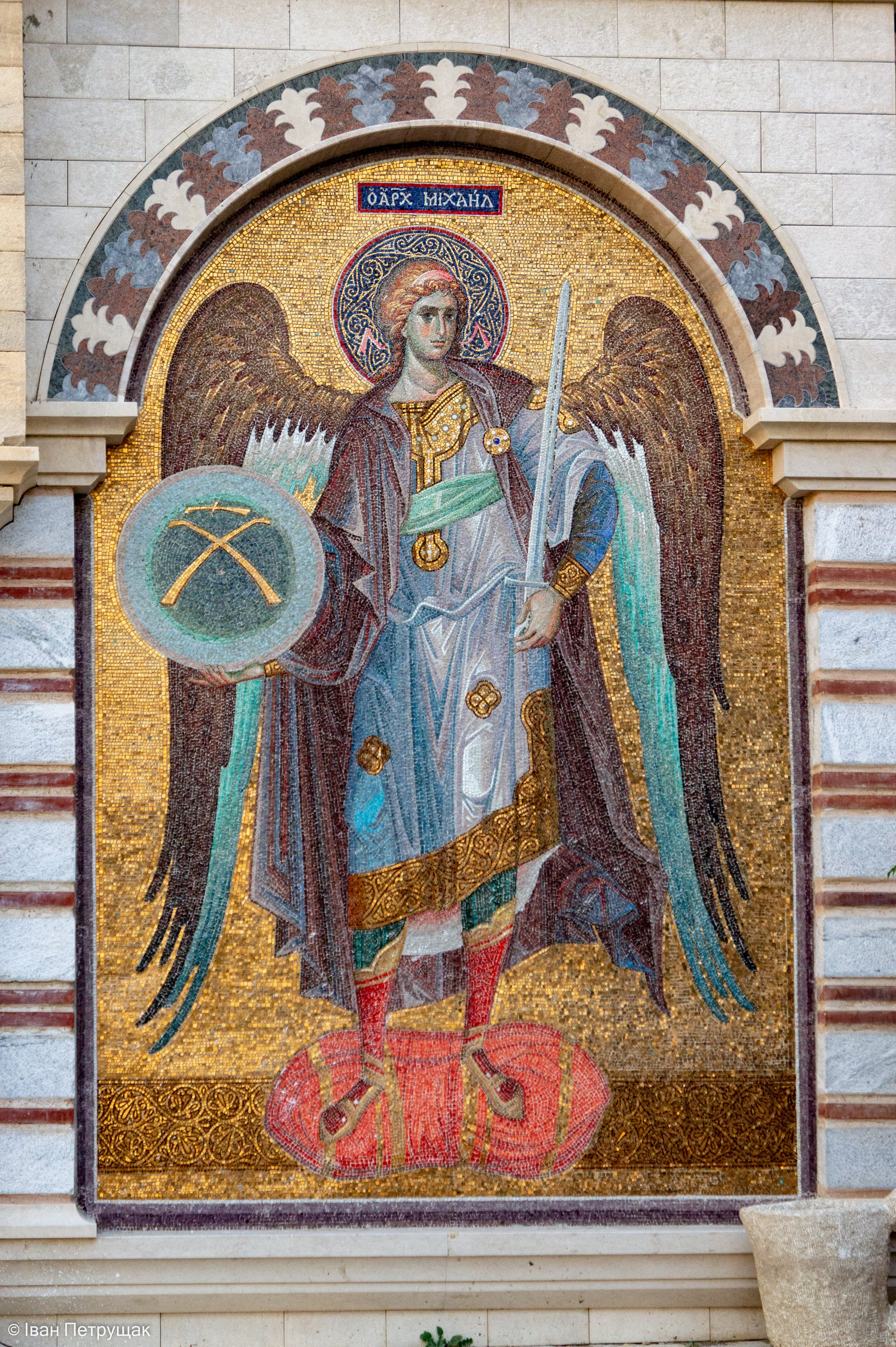
Arcangelo Michele, affresco sul cancello del monastero di Dochiariou,  Monte Athos, Grecia

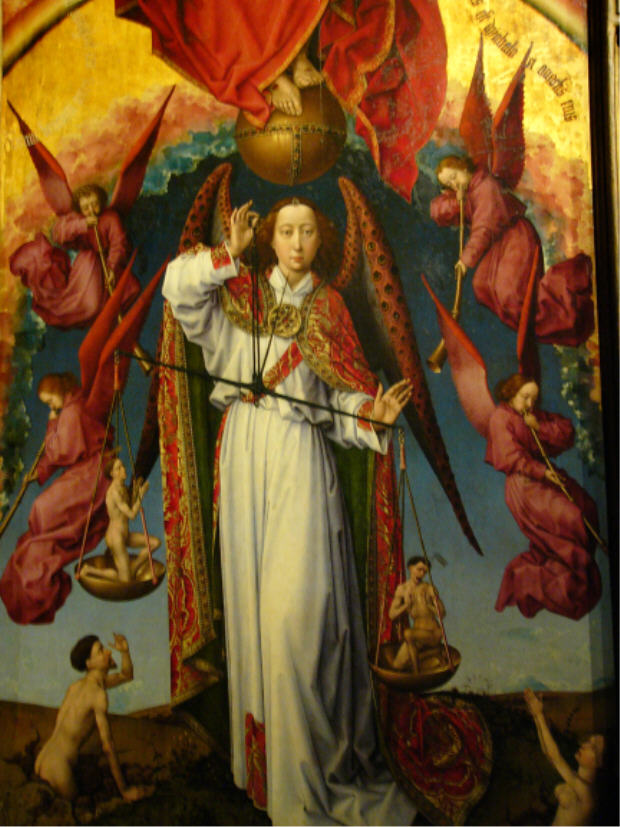
Pesa delle anime, da un Giudizio Universale del XV secolo
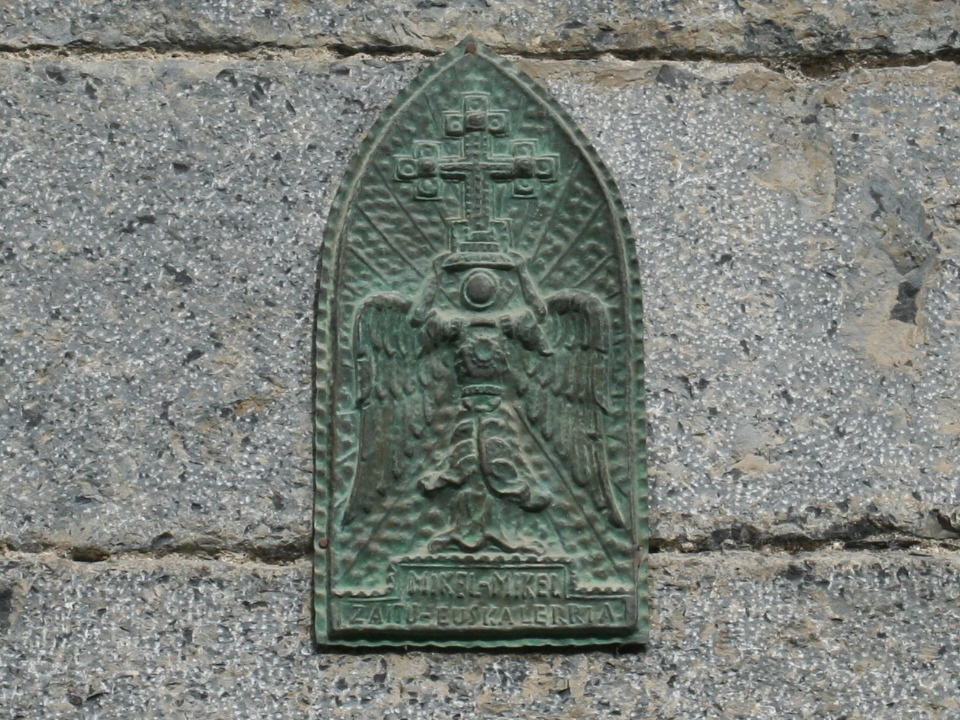
Una rappresentazione consueta di Michele Arcangelo nell'iconografia basca
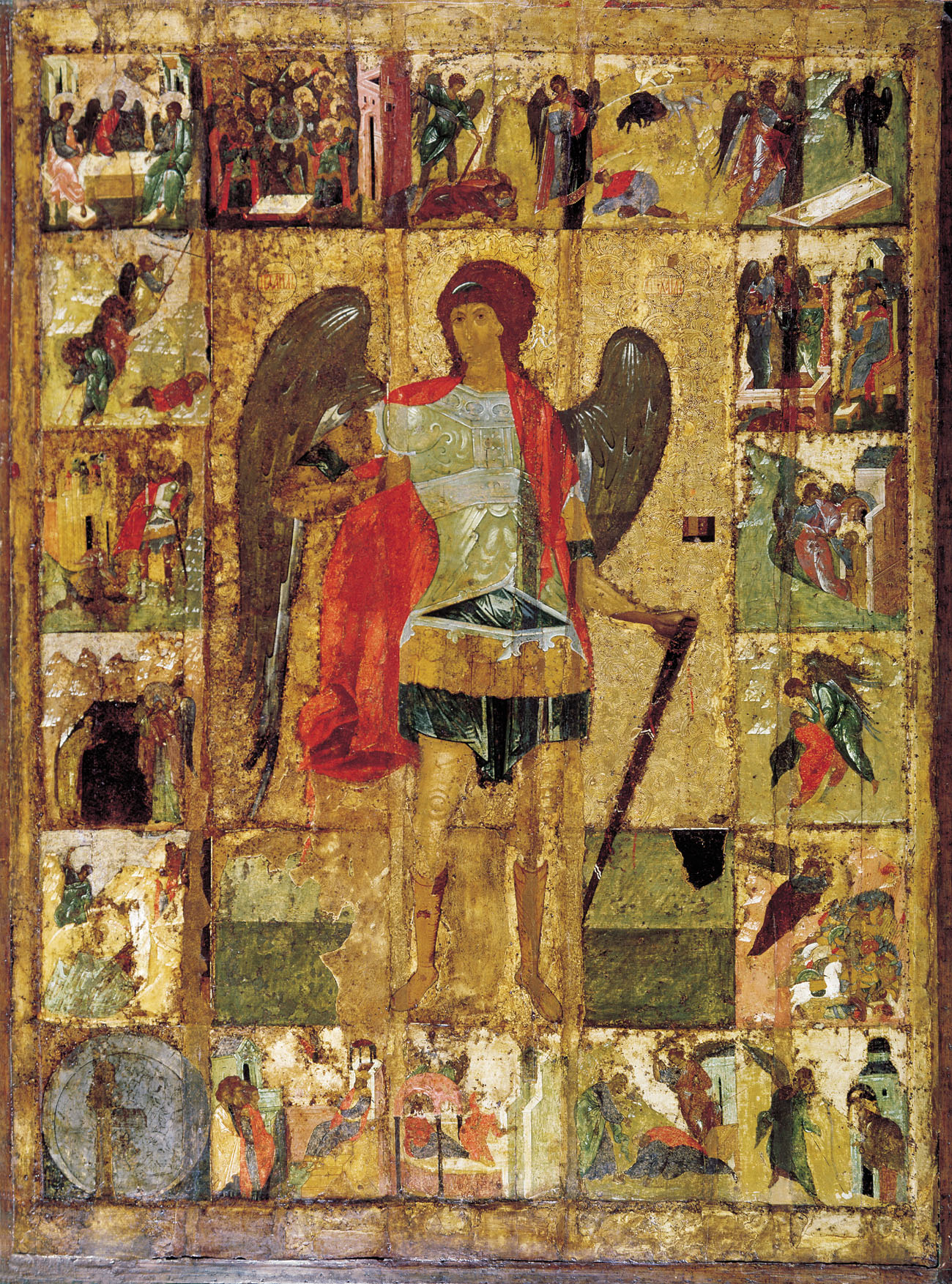
Michele Arcangelo e scene bibliche, icona russa, c. 1410
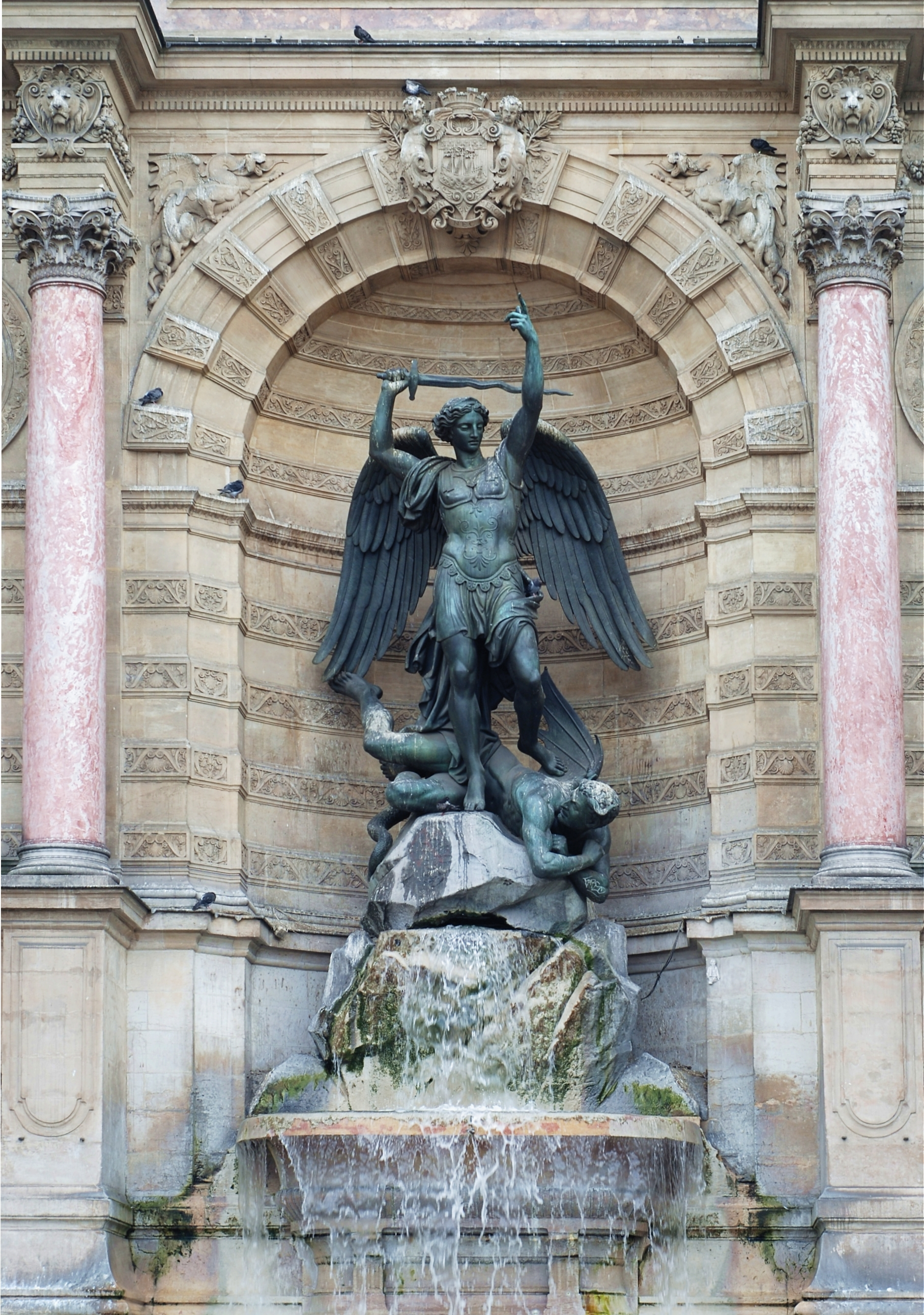
Fontana di San Michele, in Boulevard Saint-Michel, Parigi
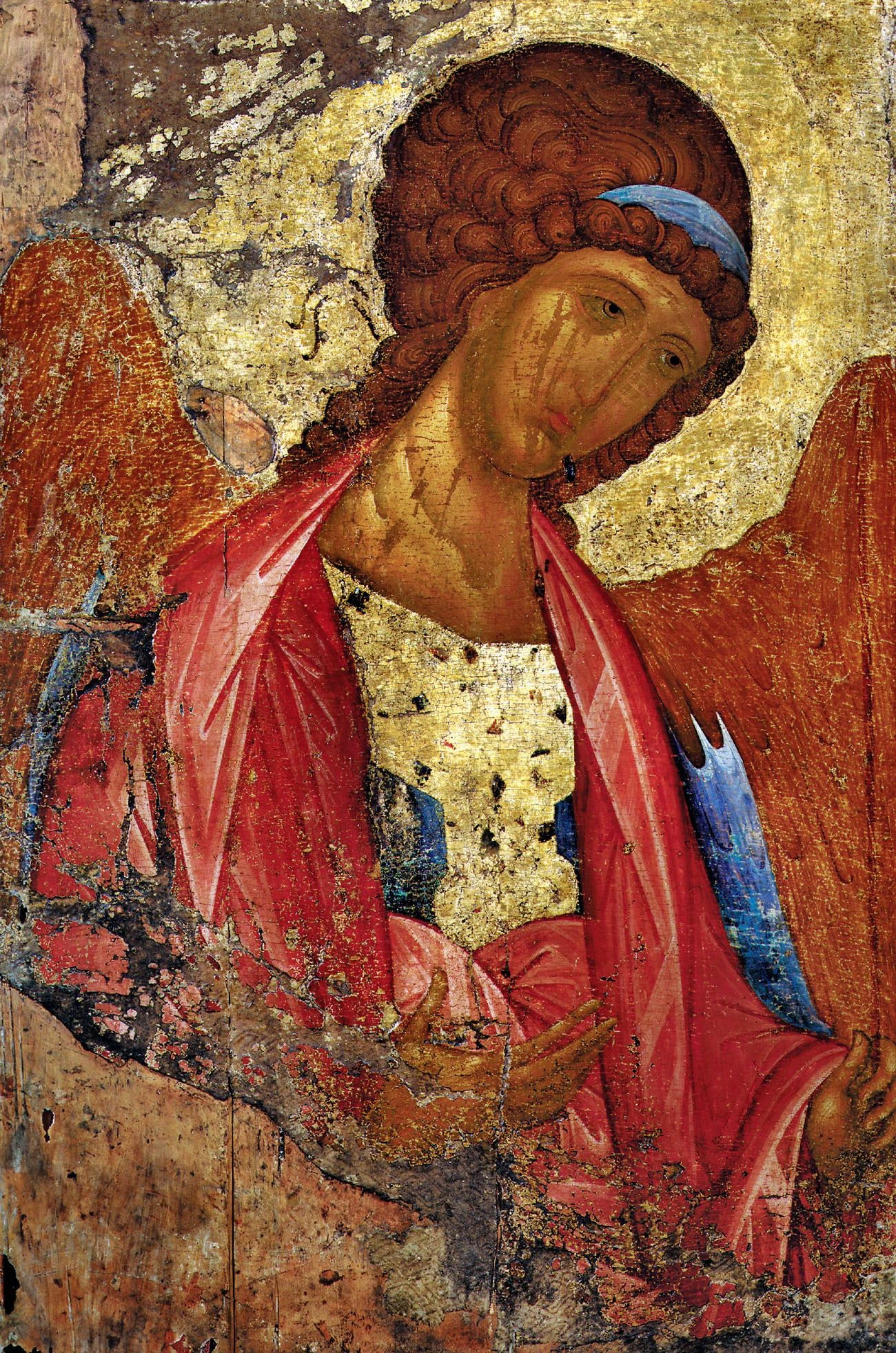
Icona russa di Andrei Rublev, c. 1408
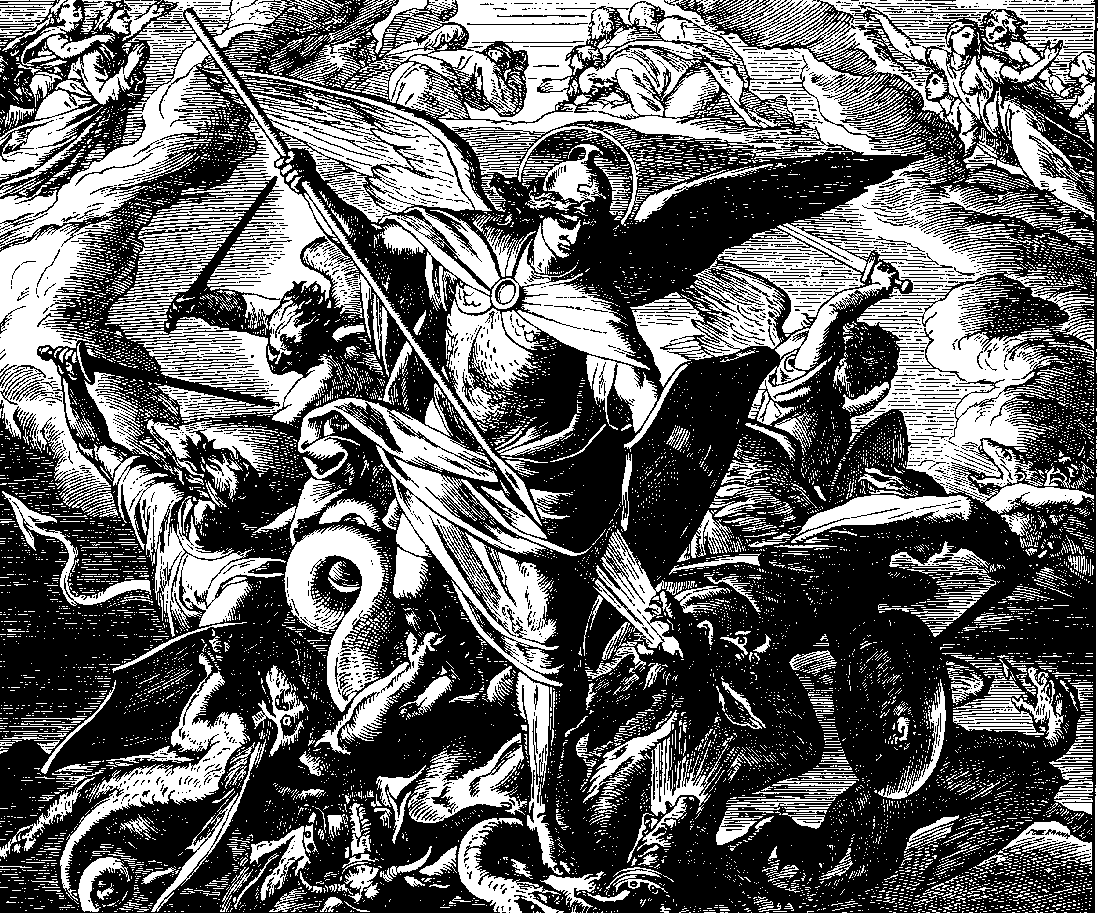
Michele e il drago, Julius Schnorr von Carolsfeld, 1860
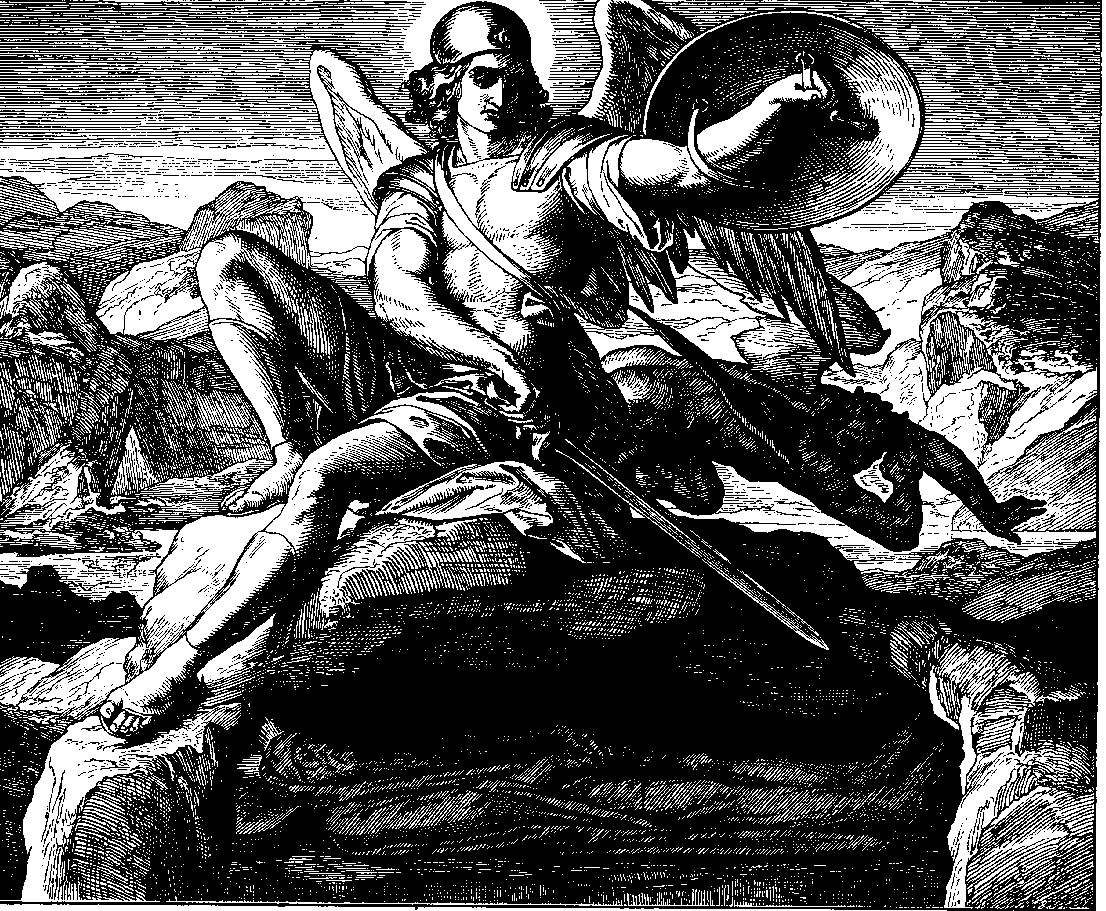
Michele Arcangelo protegge il corpo di san Mosè, Julius Schnorr von Carolsfeld, 1860.
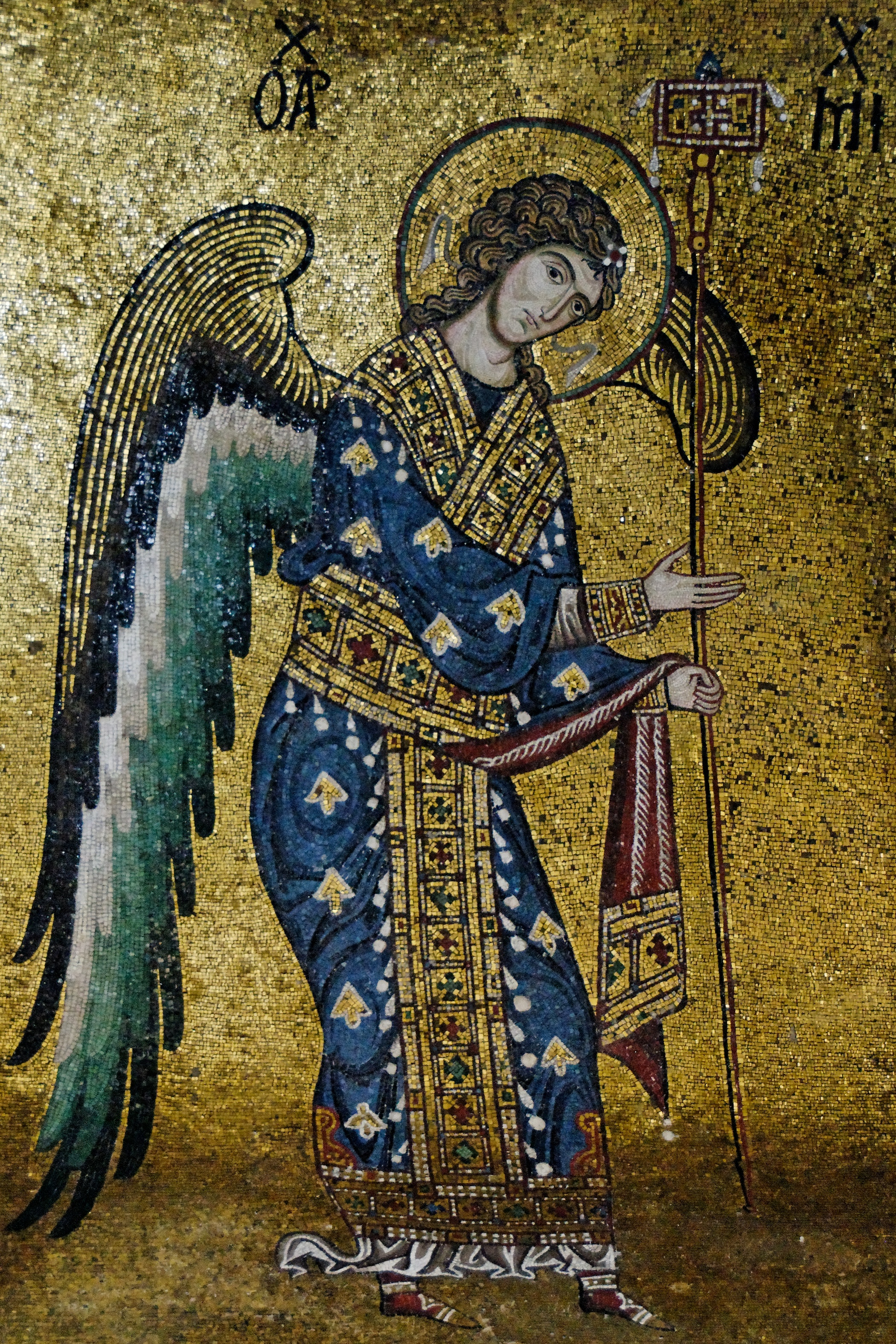
Mosaico in abito di corte bizantino, XII secolo
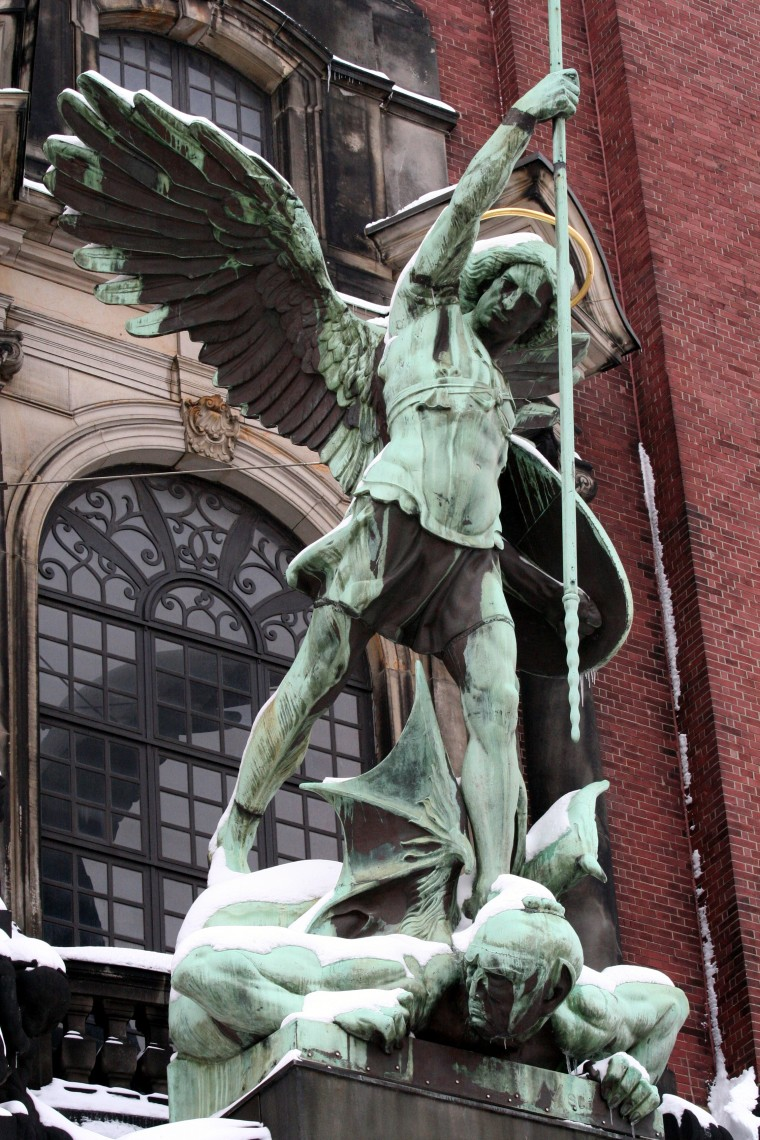
Portale della Chiesa di san Michele ad Amburgo, Germania
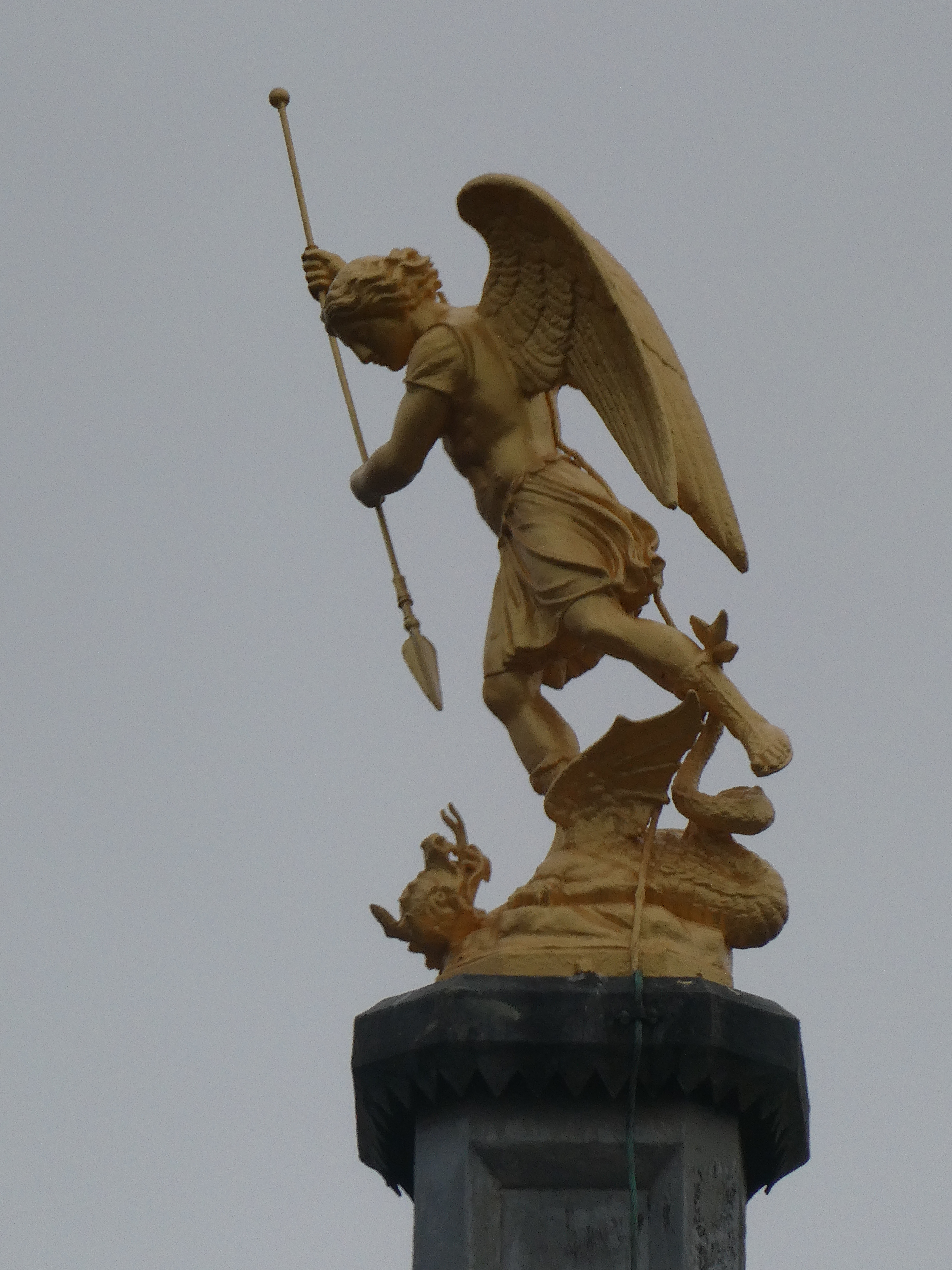
Statua di san Michele a Limerick, Irlanda, 1780 ca

### Nella Chiesa Cattolica

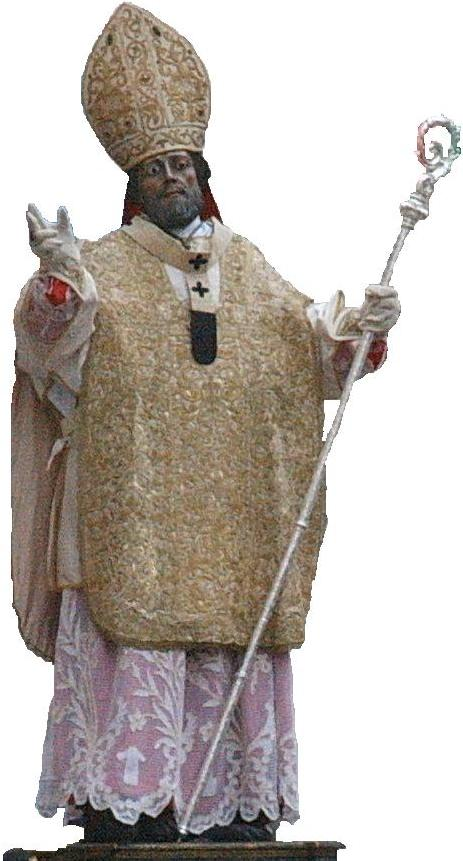
L'arcangelo Michele apparve a san Lorenzo Maiorano la prima volta a Siponto in sonno, come fu per Sant'Auberto, vescovo di Avranches

Nel 493 papa Gelasio I istituì la festa di S. Michele Arcangelo e di tutti gli angeli il 29 settembre, giorno della consacrazione della Chiesa di San Michele in Via Salaria a Roma.
Nella messa tridentina San Michele è ricordato espressamente più volte. Innanzitutto, è menzionato nel Confiteor come primo fra i santi, dopo la Vergine Maria, che è Regina degli Angeli e dei Santi. Lo si ritrova quindi nella preghiera di benedizione dell'incenso, in cui l'arcangelo viene invocato come «colui che sta alla destra dell'altare dell'incenso». Secondo il celebre liturgista Prosper Guéranger, San Michele potrebbe essere qui citato erroneamente al posto dell'arcangelo Gabriele, che viene menzionato dal Vangelo di Luca 1,19.
Importanti preghiere a Michele erano già contenute nei sacramentari di Papa Leone Magno (VI secolo; "Natale Basilicae Angeli via Salaria"), Gelasio I (VII secolo; "S. Michaelis Archangeli") e Gregorio Magno (VIII secolo; "Dedicatio Basilionis S. Angeli Michaelis").
Nel XII-XIII si registrarono le prime menzioni di san Michele all'interno della liturgia: nel Confiteor e nel rito di incensazione degli altari al momento dell'Offertorio.
Le preghiere a San Michele sono tutte valide e il culto a San Michele è di grande importanza per la Chiesa cattolica. Papa Leone XIII, ad esempio, compose alcune preci all'Arcangelo e, tanto in atti ufficiali della Santa Sede (pubblicamente consultabili da chiunque fin dall'epoca) quanto a più riprese in una pubblica Messa, ha dichiarato ai fedeli che la preghiera a San Michele Arcangelo fu a lui dettata lettera per lettera direttamente dal «Principe delle milizie celesti» in una visione diurna e consapevole.
Dal 1884, anno della sua introduzione, fino al 1965, era obbligatorio che il sacerdote celebrante e i fedeli alla fine di ogni Messa non cantata si mettessero in ginocchio ai piedi dell'altare per recitare le preci leonine, che includevano una preghiera a san Michele. Con l'istruzione Inter oecumenici del 25 settembre 1964, in vigore a partire dal 7 marzo 1965, la Congregazione per i Riti e il Consiglio per l'Esecuzione del Decreto sulla liturgia del Concilio Vaticano II, dichiararono soppresso l'obbligo della recita di queste preci, che non erano più considerate parte della Messa.
Oltre alle preci da recitarsi al termine della Messa, Leone XIII stabilì anche un rito esorcistico (l' Exorcismus in Satanam et Angelos Apostaticos (PDF).) in cui, nella prima parte, il «principe gloriosissimo delle milizie celesti» e «custode e patrono della Santa Chiesa» viene invocato perché venga in difesa dei cristiani contro il demonio. La Coroncina di San Michele è composta da nove saluti, uno per ognuno dei nove cori angelici.
Abel-Anastase Germain, vescovo di Coutances e Avranches dal 1876 al 1897, compose una preghiera a San Michele, che è esposta sull'altare dedicato all'arcangelo nella chiesa di Notre-Dame-des-Champs ad 'Avranches nella Manica in Normandia.
Un inno a San Michele, composto negli anni '50, viene cantato e suonato dai reggimenti paracadutisti dell'esercito francese in occasione della festa del loro santo patrono, ogni 29 settembre.
Nella Chiesa cattolica e in diverse altre confessioni la posizione di "Santo Principe" comporta la venerazione dell'Arcangelo come "Principe dei Santi" e "Principe degli Angeli" (e della Milizia Angelica). Tutti gli angeli rimasti a lui fedeli e obbedienti nella Gerarchia creata sono anch'essi Angeli Santi.
San Michele arcangelo ricopre quattro ruoli:
- vittoria su Satana e sugli angeli caduti: in Giosuè 5,14[73] l'arcangelo è "il comandante supremo dell'esercito del Signore" (greco antico: ἀρχιστράτηγος δυνάμεως Κυρίου archistrátēgos dynámeōs Kyríou). Michele vinse una prima volta nella battaglia in Paradiso che precedette la creazione; una seconda volta quando l'Anticristo avrà stabilito il suo regno sulla terra. San Michele è colui che ha il compito di legare nello stagno ardente il falso profeta e la prima Bestia, suonare l'ultima delle sette trombe, spiegare lo stendardo della Croce nella valle di Armageddon.[74] San Michele è il modello tradizionale di altri santi guerrieri come San Giorgio e San Teodoro di Amasea. Talora, il conflitto col Maligno è vissuto come una battaglia interiore.[75]

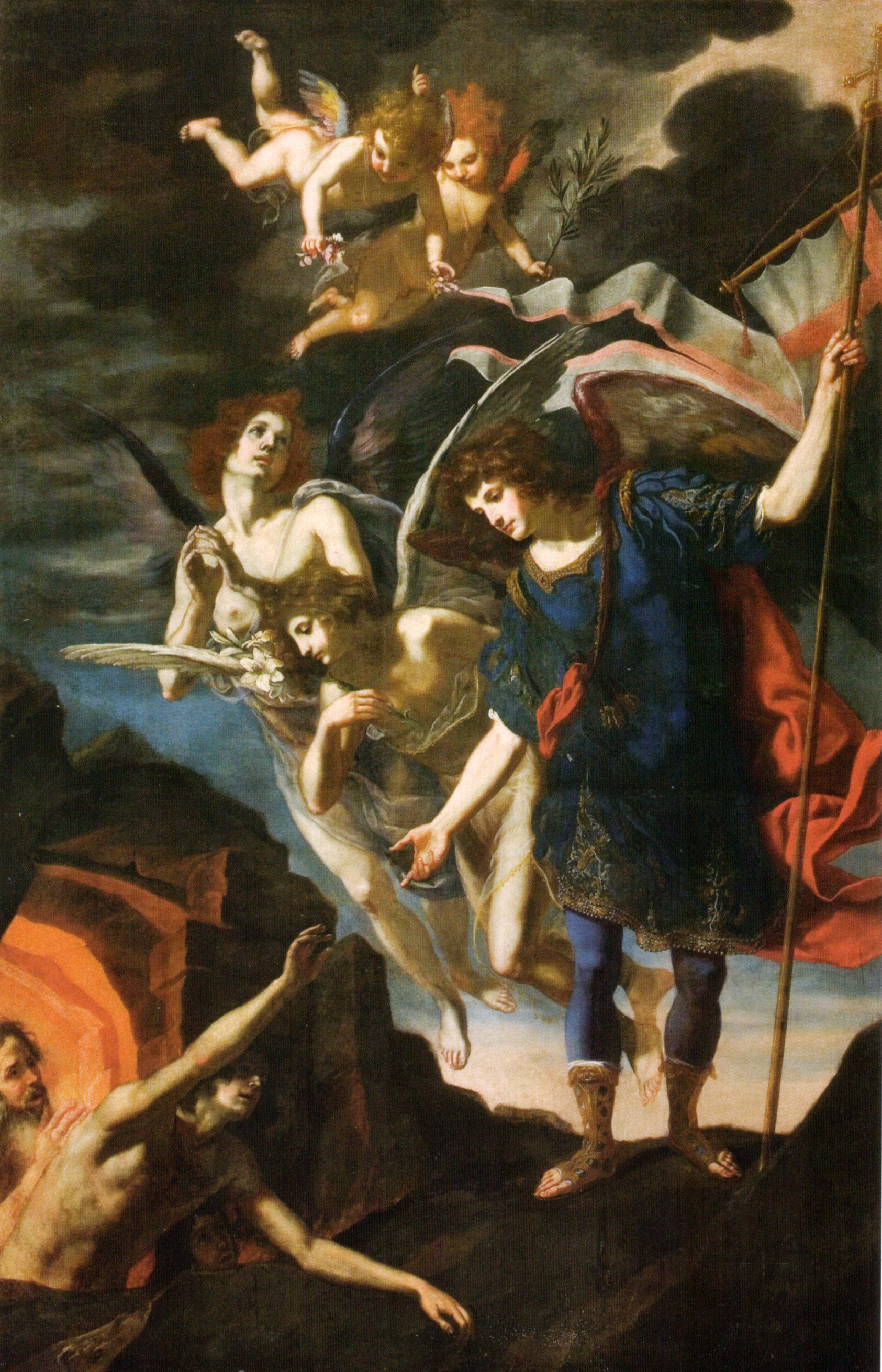
Michele Arcangelo libera le persone dal Purgatorio (Jacopo Vignali, XVII secolo)

- nell'ora della morte: san Michele è l'angelo prediletto da Dio e l'angelo custode di innumerevoli santi. Tradizionalmente, è anche incaricato di assistere i morenti, talora insieme alla Vergine Maria e ai suoi angeli, dando ad ogni anima la possibilità di riscattarsi prima di morire e costernando così il Diavolo e i suoi servi. Nel Giudizio particolare dell'anima al cospetto di Cristo, che segue immediatamente la morte del corpo, egli ha il ruolo di avvocato difensore.[76] Al termine del periodo di espiazione, Michele è colui che si reca in Purgatorio, libera le anime e le conduce in Paradiso, ovvero subito dopo la morte. A lui sono consacrate numerose cappelle nei cimiteri.[77] Nel messale della Messa tridentina era invocato come il "vessillifero Michele conduca le anime nella sua luce santa", invocazione che è rimasta in vigore per la commemorazione di tutti i defunti.[78]

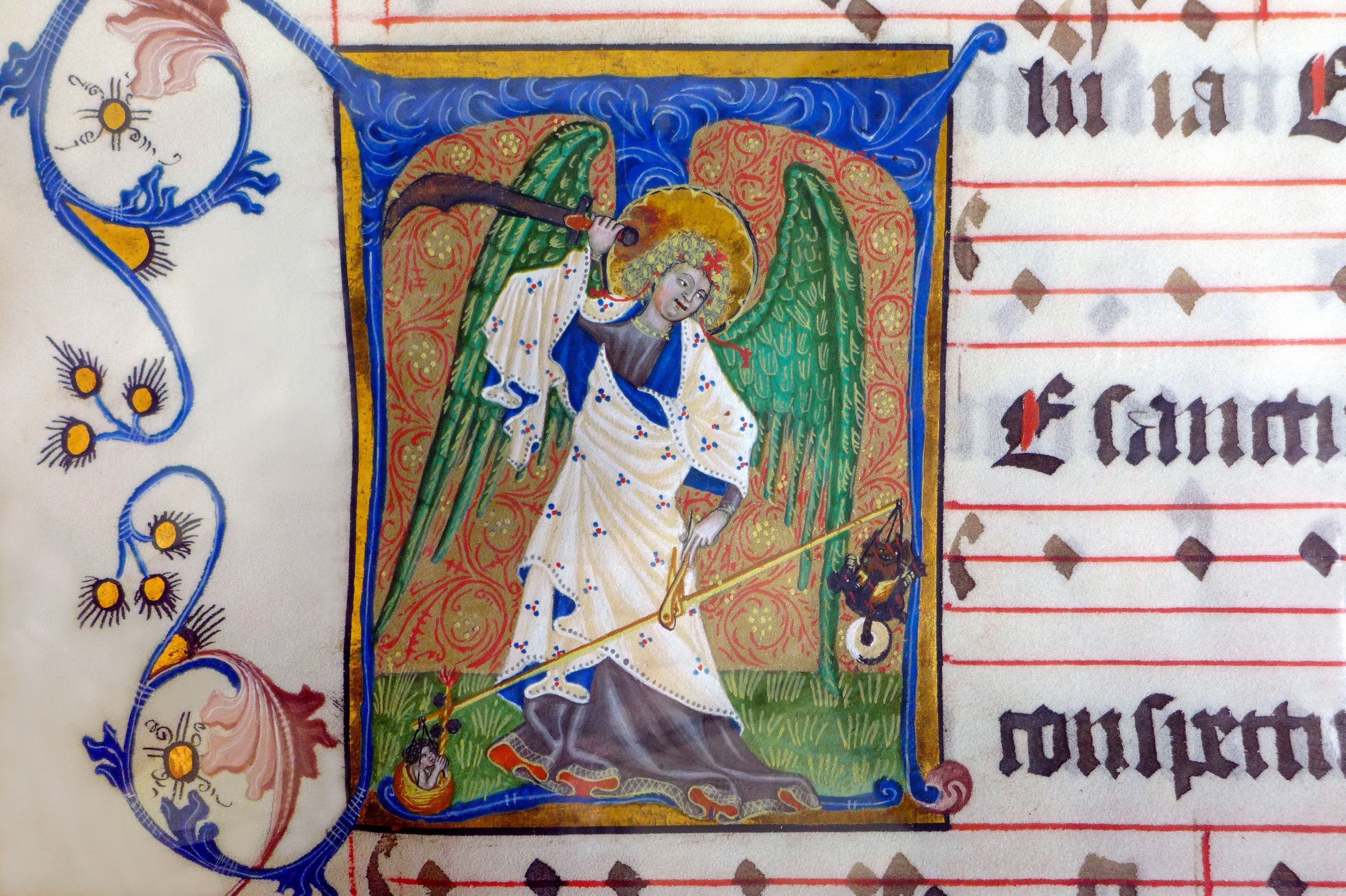
San Michele soppesa le anime durante il Giorno del Giudizio (Antiphonale Cisterciense (XV secolo), biblioteca dell'Abbazia di Rein in Austria).

- soppesare i meriti delle anime nel Giorno del Giudizio: Michele è spesso raffigurato con la bilancia, simbolo della giustizia, mentre soppesa i meriti delle anime defunte in base alle loro azioni compiute sulla Terra.[79] Per questo motivo, Michele è spesso raffigurato con in mano una bilancia[80] perfettamente tarata. Nel soffitto della Cappella Sistina, Michelangelo lo raffigurò mentre sorreggeva un piccolo libro dei beati e un molto più voluminoso libro dei dannati.[81]
- guardiano della Chiesa: Michele è l'angelo protettore del popolo di Israele, il protettore e custode della Chiesa, del Santissimo Sacramento, del Papa, patrono e custode di molti Paesi e professioni specifiche.[82][83] Durante il Medioevo, San Michele era venerato dagli ordini militari cavallereschi. I nomi dei villaggi intorno al Golfo di Biscaglia ne danno testimonianza. Questo ruolo era anche il motivo per cui era considerato il santo patrono di numerose città e paesi.[84][85]

Inoltre, Michele è un potente intercessore delle preghiere, a partire da quella eucaristica. Tommaso d'Aquino era convinto della sua presenza alla destra dell'altare al momento del sacrificio eucaristico. Apocalisse 8:3 afferma che egli in Paradiso tiene in mano un turibolo d’oro fumante d’incenso mentre brucia sull’altare, davanti al trono di Dio. Ciò simboleggia non che officia la Messa (essendo impossibile secondo la teologia operare in persona Christi per esseri spirituali, invisibili e disincarnati come gli angeli), ma che porge le preghiere dei santi e dei viventi al cospetto del trono divino, in odore di grata soavità. Per questo fine era supplicato dal sacerdote durante la Consacrazione.

### Nella Chiesa ortodossa

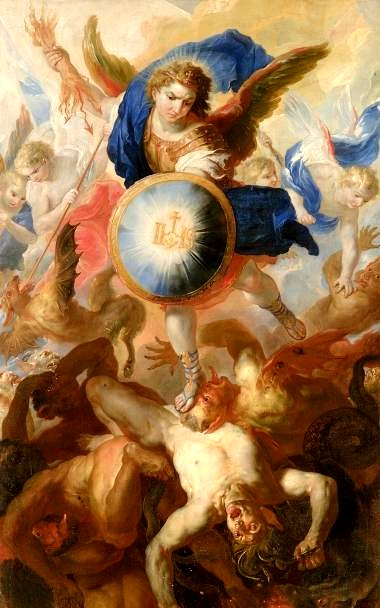
La caduta degli angeli, pala d'altare del pittore barocco Johann Michael Rottmayr (Cappella di san Michele, nel Castello di Burg a Tittmoning, 1697)

Gli ortodossi orientali accordano a Michele il titolo di Archistrategos, o "Comandante supremo delle schiere celesti". Gli ortodossi orientali pregano i loro angeli custodi e soprattutto Michele e Gabriele.
Gli ortodossi orientali hanno sempre avuto una forte devozione per gli angeli. Nell'era moderna, essi sono indicati con l'espressione di "Poteri senza corpo". Numerose feste dedicate all'Arcangelo Michele sono celebrate dagli ortodossi orientali durante tutto l'anno.
L'Arcangelo Michele è menzionato in una serie di inni e preghiere, mentre le sue icone sono ampiamente utilizzate nelle chiese ortodosse orientali. In molte icone, Cristo è accompagnato da un certo numero di angeli di cui Michele è una figura predominante.
La liturgia bizantina contiene diversi inni in lingua greca, detti akathistos (lett. "da recitare in piedi") rivolti a Maria Madre di Dio, alla SS. Trinità, a Gesù Cristo, agli Arcangeli, Angeli Custodi e ai Santi. Sono inni dove si alternano due cori, un'assemblea e un lettore detto guida.
La Chiesa ortodossa celebra l'8 novembre la festa degli Arcangeli Michele e Gabriele, e delle potenze divine. L'inno a San Michele per questa ricorrenza (testo facilmente reperibile in Internet) è composto di 24 strofe, lette da una guida:
- 12 contacio, più brevi, cui segue un semplice “Alleluia", detto da tutti i presenti;
- 12 ikos, in cui due cori si alternano in sei acclamazioni di saluto per ogni strofa, cui segue un'ulteriore frase finale sempre ripetuta da tutti ("Salve, Michele, grande Archistratega, con tutte le schiere celesti").

Questo inno Akatisto è quasi il solo conosciuto nell'ambiente di lingua greca, mentre nei paesi slavi sorsero altri Akathisti.
Una versione più breve è quella composta e musicata da San Nikolai Velimirovich, (vescovo di Žiča in Serbia, e letterato, 1880-1956), pubblicata nel Ochridski Prolog in lingua serba nel 1928. Il Prologo di Ohrid è una pubblicazione in due volumi che contiene le vite dei santi venerati dalla Chiesa ortodossa, arricchiti da inni, riflessioni e omelie.
In Russia, molti monasteri, cattedrali, chiese di corte e mercantili sono dedicati al Comandante in capo Michele; la maggior parte delle città russe ha una chiesa o una cappella dedicata all'Arcangelo Michele.
Se nella Chiesa ortodossa serba San Sava ha un ruolo speciale come fondatore della sua autocefalia e la più grande chiesa di Belgrado è dedicata a lui, la cattedrale ortodossa della stessa città, che è la chiesa sede del patriarca, è dedicata all'Arcangelo Michele (in serbo: Арханђел Михаило / Arhanđel Mihailo).
Il posto di Michele nella Chiesa copta ortodossa di Alessandria è quello di un santo intercessore. È lui che presenta a Dio le preghiere dei giusti, che accompagna in cielo le anime dei morti, che sconfigge il demonio. Viene celebrato liturgicamente il 12 di ogni mese copto. Ad Alessandria gli fu dedicata una chiesa all'inizio del IV secolo, il 12 del mese di Paoni. Il 12 del mese di Hathor si celebra la nomina di Michele in cielo quando divenne il capo degli angeli.

### Nel Protestantesimo

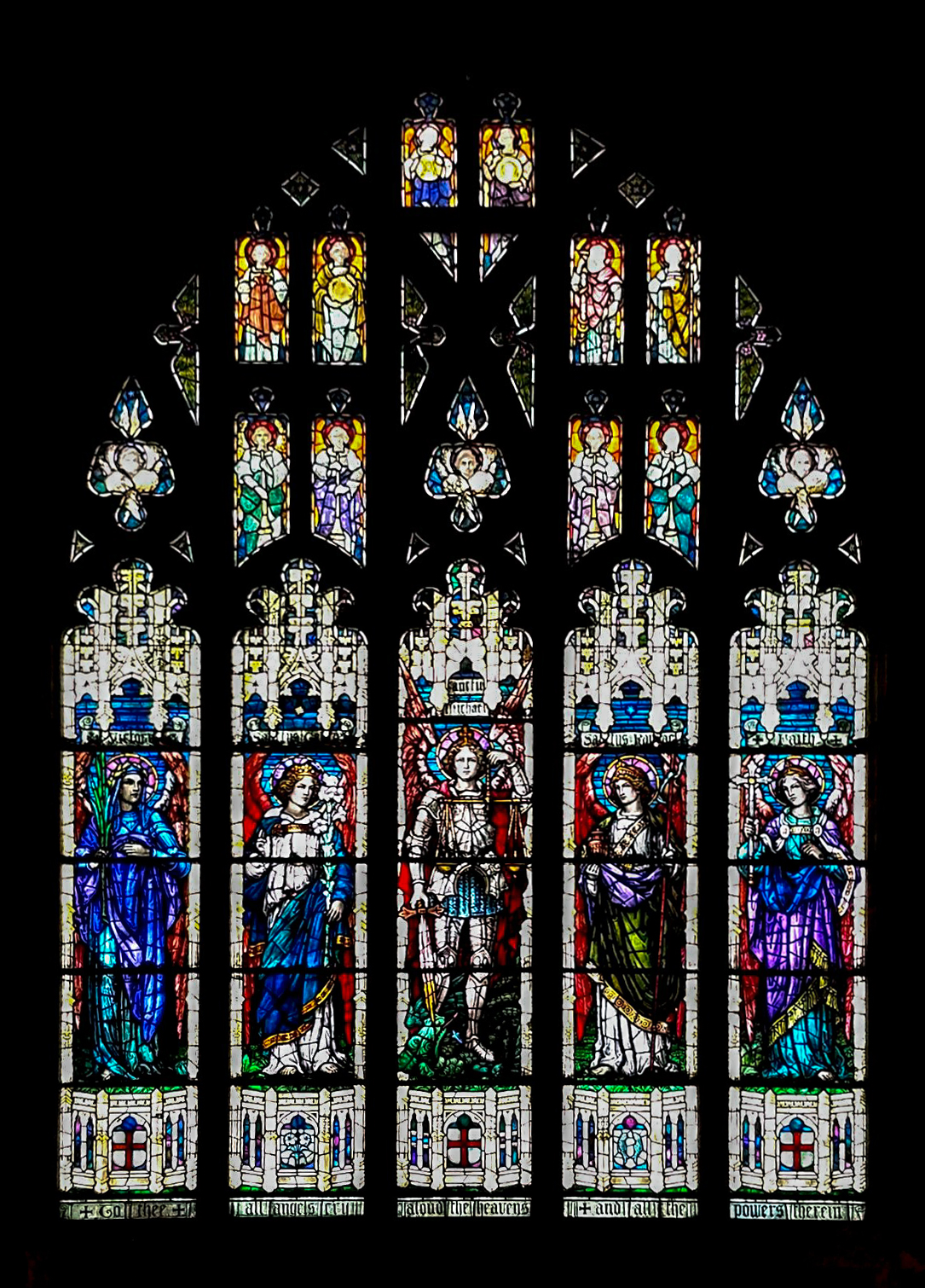
Finestra ovest che mostra Michele in armatura, Chiesa anglo-cattolica del Buon Pastore (Rosemont, Pennsylvania).

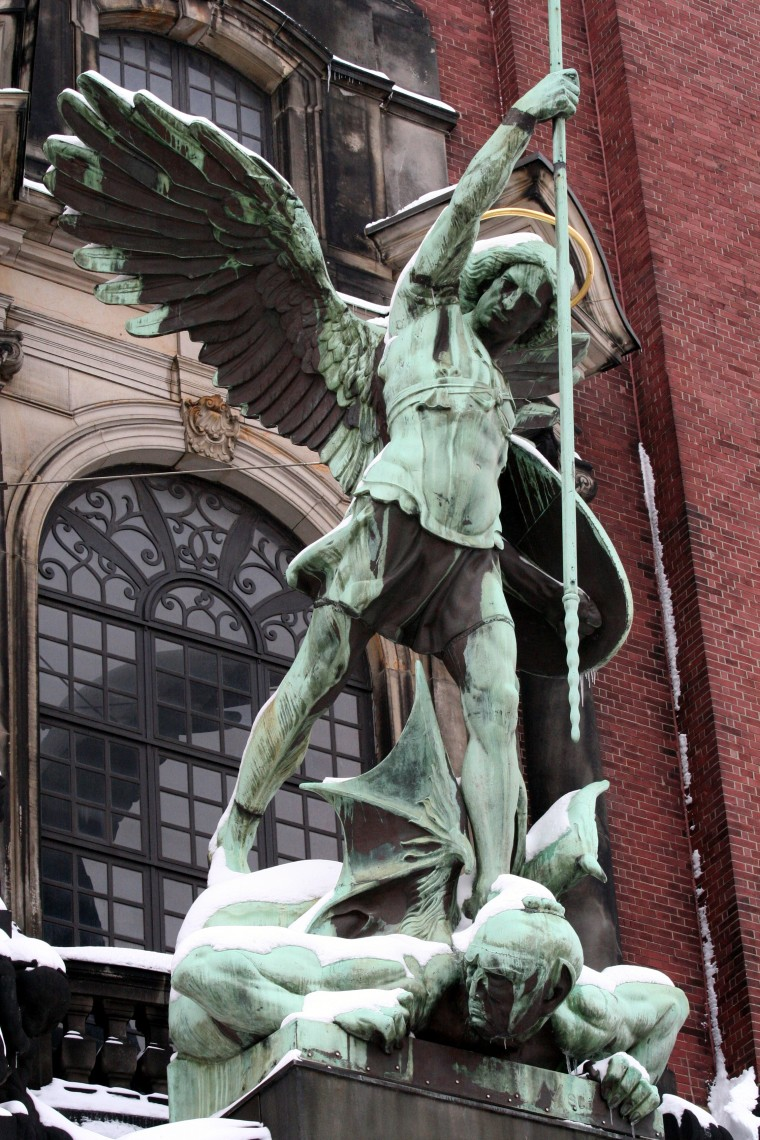
Statua nella Chiesa di San Michele ad Amburgo.

Le denominazioni protestanti riconoscono Michele come arcangelo. All'interno del Protestantesimo, la tradizione anglicana e metodista riconosce quattro angeli come arcangeli: Michele, Raffaele, Gabriele e Uriel. All'interno dell'anglicanesimo, il controverso vescovo Robert Clayton (morto nel 1758) propose che Michele fosse il Logos e Gabriele lo Spirito Santo. La controversia sulle opinioni di Clayton indusse il governo a ordinare il suo processo, ma egli morì prima della prima udienza fissata.
Le chiese luterane di Amburgo e di Hildesheim prendono nome da lui. In occasione della festività annuale di Michele e di tutti gli angeli, che le chiese luterane celebravano il 29 settembre, Bach compose diverse cantate, ad esempio la cantata corale Nun ist das Heil und die Kraft, BWV 50 nel 1723, Herr Gott, dich loben alle wir, BWV 130 nel 1724, Es erhub sich ein Streit, BWV 19 nel 1726 e Man singet mit Freuden vom Sieg, BWV 149 nel 1728 o 1729.
Molti riformatori protestanti identificarono Michele con Cristo nei loro scritti, inclusi i seguenti:
1. Martin Lutero[101], Hengstenberg[102];
2. Andrew Willet[103] Herman Witsius[104]
3. W. L. Alexander (a Kitto), Douglas (a Fairbairn)[105]
4. Jacobus Ode[106], Campegius Vitringa[107]
5. Filippo Melantone[108], Hugh Broughton[109], Francesco Giunio[110], Hävernick[111]
6. Amandus Polanus[112], Giovanni Ecolampadio[113]
7. il vescovo Samuel Horsely[114], William Kincaid[115], Giovanni Calvino[116]
8. Isaac Watts[117], John Brown's Dictionary[118], il Dizionario Spirituale di James Wood[119]

Nel XIX secolo, Charles Haddon Spurgeon affermò che Gesù è "il vero Michele" e "l'unico Arcangelo".

### Michele nelle Chiese cristiane avventiste
Le Chiese avventiste identificano l'arcangelo Michele con il Figlio di Dio. Da questo punto di vista, Michele non sarebbe semplicemente un angelo, bensì una teofania della seconda Persona della Trinità divina. Questo sarebbe motivato dalla Bibbia, poiché nell'arco della sua integrità menziona solo ed esclusivamente un arcangelo, il cui nome è appunto Michele; e, dalla Prima lettera ai Tessalonicesi (4:16), in cui l'apostolo Paolo riguardo a Gesù, dice: «Poiché il Signore scenderà dal Cielo con un comando, e con voce d'arcangelo».
In quest'ottica, la parola "arcangelo" significherebbe "capo degli angeli" e dimostrerebbe come questo titolo sarebbe vicino alla locuzione "principe" che usa Daniele.
I teologi cristiani, tra i cattolici ed i protestanti, sono concordi nell'identificare, nell'Antico Testamento, l'Angelo del Signore (al singolare) come una prefigurazione del Cristo; quindi una teofania.

### Michele secondo i testimoni di Geova
Gesù nella sua esistenza preumana era conosciuto anche come la "Parola di Dio", che i testimoni di Geova interpretano come "il portavoce del Padre" (Giov. 1:1), e che sia anche in effetti conosciuto come Michele, per il suo unico ruolo di arcangelo o "angelo capo" e di comandante contro Satana.
Gesù è anche identificato dai testimoni di Geova sulla base di alcuni passi biblici (vedi per es. Daniele 12,1-7) con l'arcangelo Michele capo dell'esercito angelico che combatte contro il Demonio e il suo esercito nell'Apocalisse.

## Venerazione e tradizioni popolari

### In Oriente
Il culto dell'arcangelo Michele (impropriamente ma tradizionalmente equiparato ad un santo) è di origine orientale. In Oriente San Michele è venerato con il titolo di "archistratega", che corrisponde al titolo latino di princeps militiae caelestis (principe delle milizie celesti) che compare nella preghiera a San Michele.
L'imperatore Costantino I, a partire dal 313, gli tributò una particolare devozione, fino a dedicargli il Michaelion, un imponente santuario fatto costruire a Costantinopoli. Molto caro alla liturgia Cristiano Ortodossa, assieme all'arcangelo Gabriele, è oggetto di diverse icone. Un monastero del XII secolo a lui dedicato, costruito sulla foce della Dvina, ha dato il nome all'intera città di Arcangelo, nel nord della Russia.

### In Italia

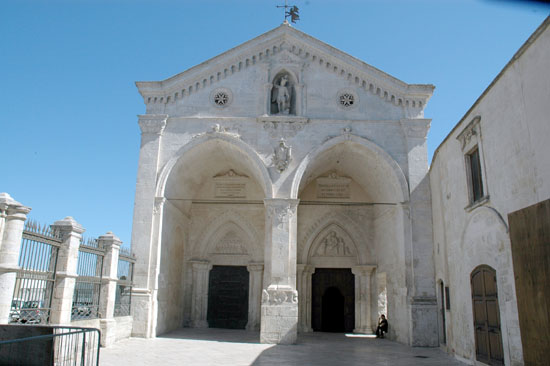
Facciata del Santuario di San Michele Arcangelo a Monte Sant'Angelo, in Puglia

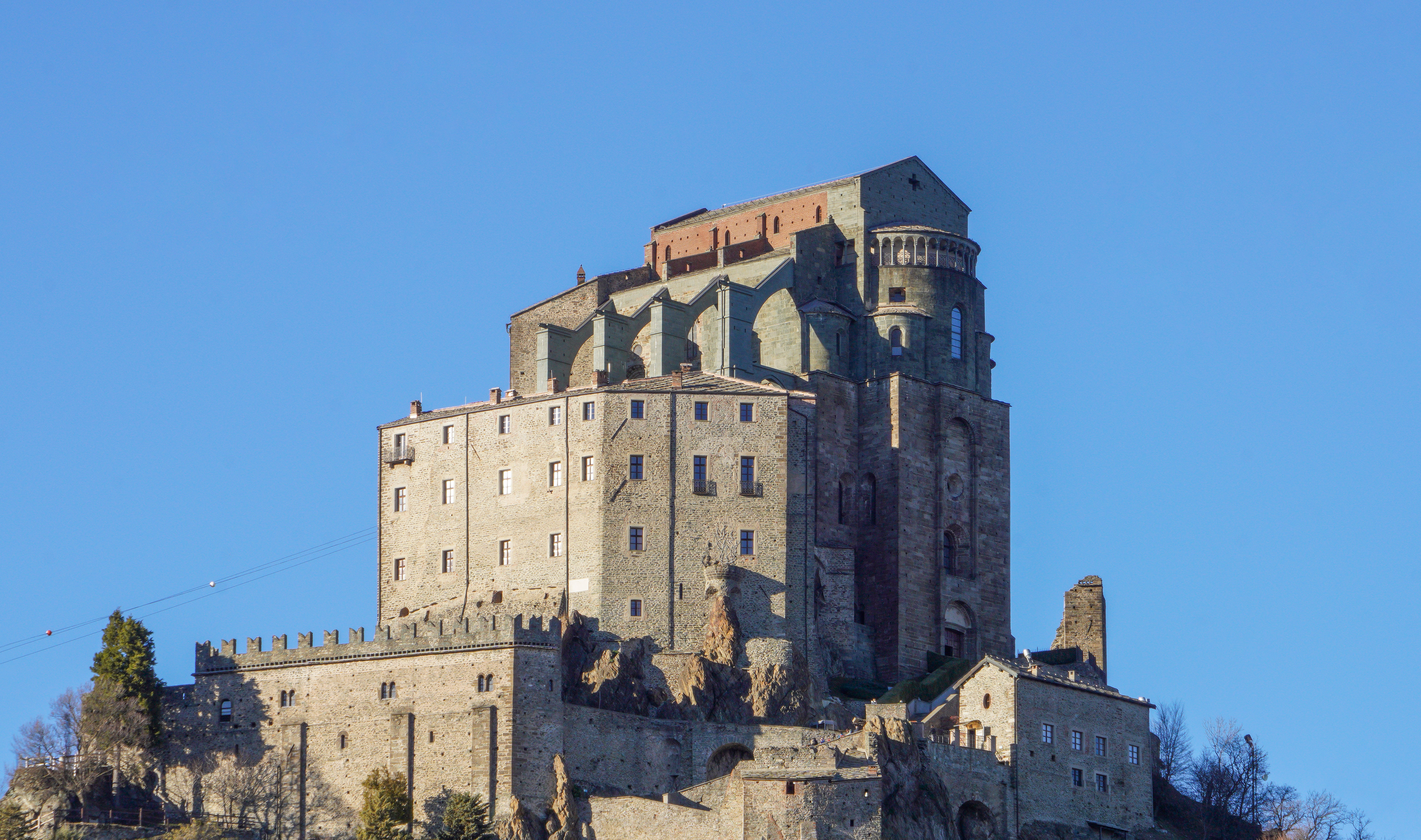
La Sacra di San Michele a Sant'Ambrogio, vicino a Torino

La prima basilica dedicata all'arcangelo in Occidente è quella che sorgeva su di un'altura al VII miglio della Via Salaria, ritrovata dalla Soprintendenza archeologica di Roma nel 1996; il giorno della sua dedica, officiata con ogni probabilità da un Papa prima del 450, è rimasto fino ad oggi quello in cui tutto il mondo cattolico festeggia "San Michele", ovvero il 29 settembre.
La basilica in Septimo fu meta di pellegrinaggi fino al IX secolo, quando il riferimento geografico della festa del 29 settembre risulta trasferito al santuario garganico e alla chiesa di Castel Sant'Angelo a Roma.
Alla fine del V secolo il culto si diffuse rapidamente in tutta Europa, anche in seguito all'apparizione dell'arcangelo sul Gargano in Puglia.
Secondo la tradizione, l'arcangelo sarebbe apparso a san Lorenzo Maiorano, vescovo di Siponto l'8 maggio 490 e, indicatagli una grotta sul Gargano, lo invitò a dedicarla al culto cristiano. In quel luogo sorge tutt'oggi il santuario di San Michele Arcangelo - Celeste Basilica - (nel mezzo del nucleo cittadino di Monte Sant'Angelo), che nel Medioevo fu meta di ininterrotti flussi di pellegrini, i quali per giungervi percorrevano un percorso di purificazione lungo la Via Francigena.
Fin dal VII secolo i pastori pugliesi che si recavano in transumanza sulla Maiella portavano con loro il culto di San Michele Arcangelo. San Michele Arcangelo è infatti anche il patrono di Arielli, piccolo comune della provincia di Chieti attraversato interamente dal tratturo che da L'Aquila porta in Puglia e la sua festa viene celebrata il 29 settembre con grande partecipazione di popolo. A Lettomanoppello a circa 750 m s.l.m. c'è un'ampia grotta in cui è collocata una statua in pietra del santo particolarmente venerata nei secoli passati da tutti i lettesi (abitanti di Lettomanoppello) che, ogni anno, l'8 di maggio si recavano in processione dal paese fino alla grotta per celebrarvi messa. Pietro da Morrone, poi papa Celestino V, ai piedi della grotta costruì una piccola cappella. Attualmente nella grotta è collocata una copia della statua in quanto quella originale, poiché di notevole valore storico-artistico (nonché economico) dopo un tentativo di furto è custodita presso il Museo delle genti d'Abruzzo a Pescara, San Michele è inoltre il patrono di Città Sant'Angelo sempre in provincia di Pescara.
A Caltanissetta il santo è venerato sin dal 1625, quando, secondo la tradizione, apparve a fra' Francesco Giarratana per annunziare la sua protezione sulla città che fu esentata dal contagio di peste che, in quegli anni, colpì tutta la Sicilia. Fu, quindi, costruita una chiesetta nei pressi della grotta, in cui il santo avrebbe condotto un appestato, che cercava di entrare in città, accompagnandolo negli ultimi istanti della sua vita. Al santo fu anche dedicata una delle navate della Chiesa Madre (oggi Cattedrale), in fondo alla quale sorge la Cappella di San Michele, che custodisce la statua lignea scolpita da Stefano Li Volsi in seguito all'apparizione.
San Michele è patrono di Sammichele di Bari, che da lui prende il nome, e anche del quartiere barese di Palese Macchie. La devozione che caratterizza questa borgata ha radici molto profonde: già dalla metà del diciannovesimo secolo la venerazione per San Michele era radicata al punto che, nel 1846, fu costruita l'antica chiesa dedicata all'Arcangelo, abbattuta e ricostruita negli anni Sessanta del Novecento. La Festa Patronale organizzata nel mese di Agosto rappresenta l'evento più importante dell'intero territorio: dagli atti, risulta essere una tradizione consolidata già negli anni Sessanta del 1800.
Nella vita di papa Gregorio I, riportata dalla Legenda Aurea, si narra che durante una tremenda pestilenza, al termine di una processione con il canto delle litanie istituite dal papa intorno alla città di Roma, Gregorio vide apparire su Castel Sant'Angelo San Michele che deponeva la spada nel fodero, segno che le preghiere erano state ascoltate e che la terribile epidemia sarebbe cessata.
Per commemorare l'episodio sul monumento fu eretta una statua raffigurante l'arcangelo.
Il culto di San Michele fu assai caro ai Longobardi, e in Italia l'arcangelo Michele è patrono di molti paesi e alcune città, tra cui Gualdo Tadino, dove si svolge un Palio in suo onore. Sul monte Pirchiriano, nel territorio di Sant'Ambrogio di Torino, i Longobardi costruirono una piccola edicola dedicata all'Arcangelo Michele, che successivamente, nell'anno 986, divenne abbazia denominata sacra di San Michele.

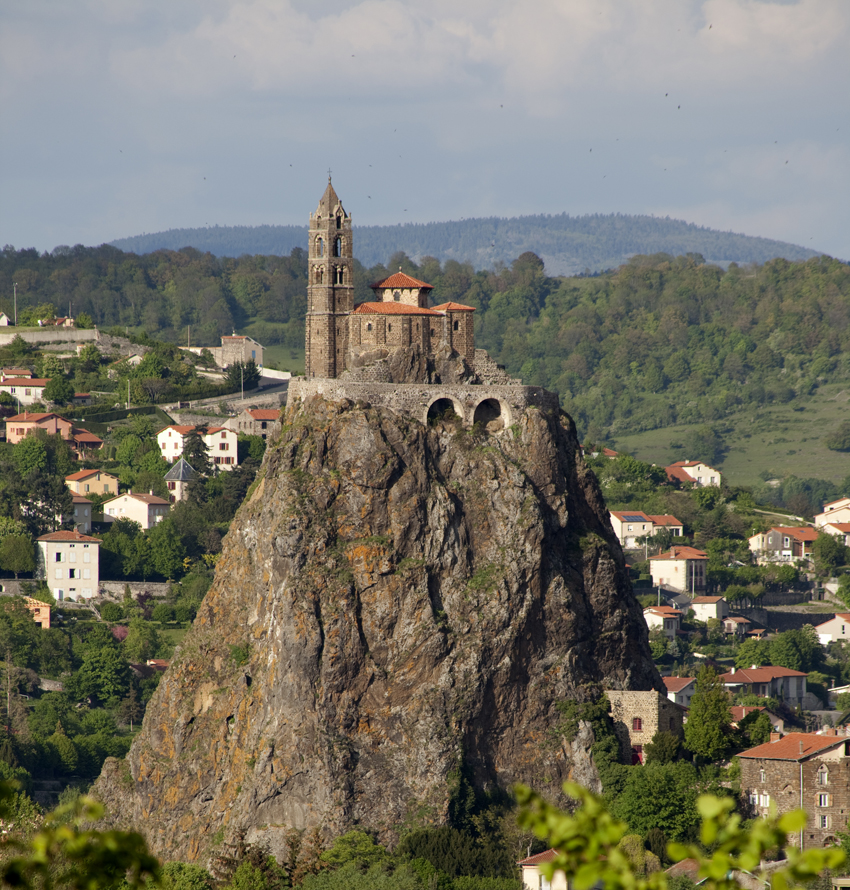
Saint-Michel d'Aiguilhe a Puy-en-Velay

In Vaticano, in occasione dell'inaugurazione di una statua di San Michele Arcangelo nei Giardini Vaticani il 5 luglio 2013, Papa Francesco ha consacrato lo Stato della Città del Vaticano a San Giuseppe e a San Michele Arcangelo, principale difensore della fede.

### In Francia

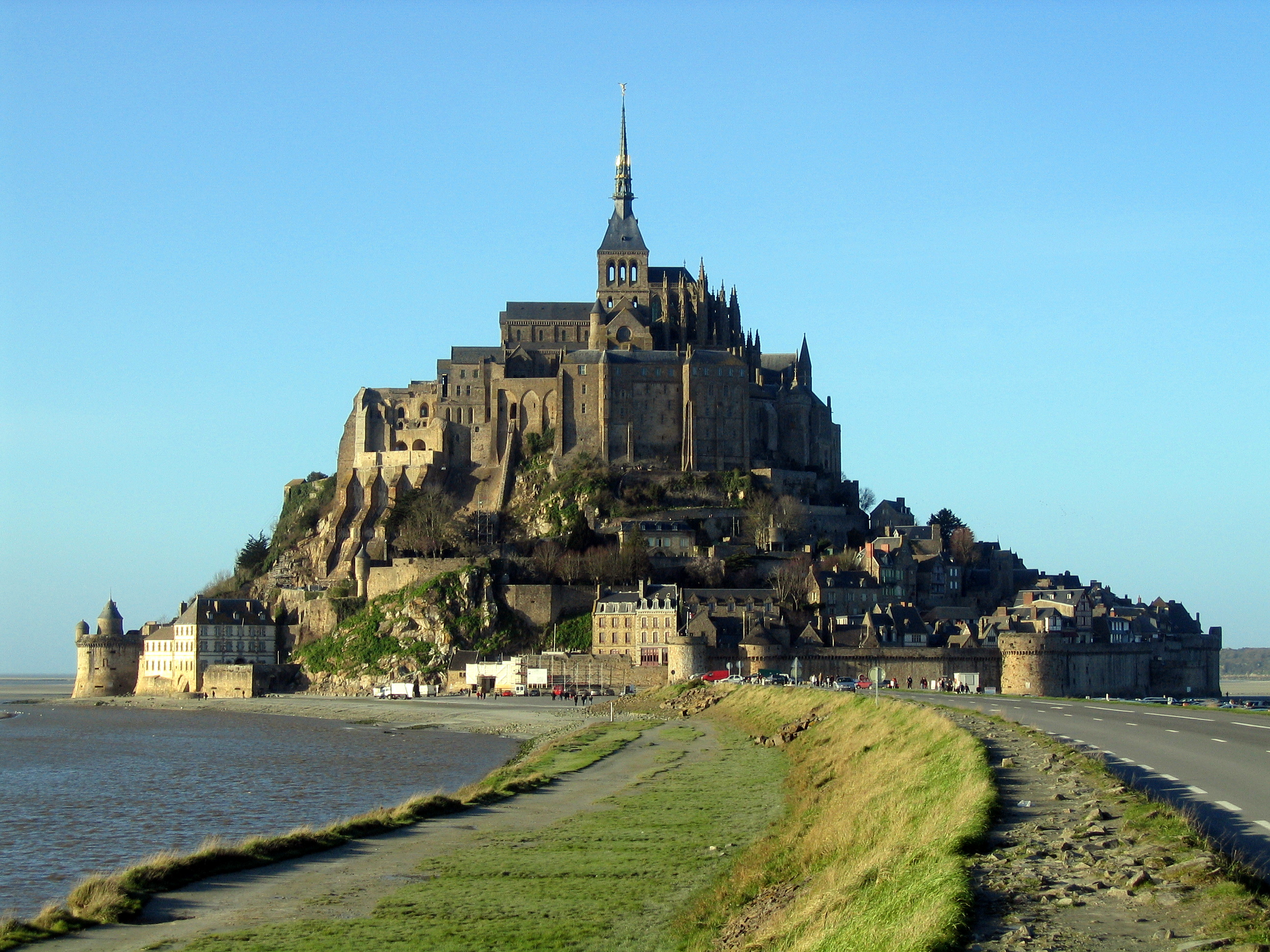
L'isolotto di Mont Saint-Michel in Normandia

Altro luogo di venerazione dell'Arcangelo Michele è l'isolotto francese di Mont Saint-Michel. Qui, secondo la leggenda, l'arcangelo Michele apparve nel 709 a Auberto di Avranches, vescovo di Avranches, chiedendo che gli fosse costruita una chiesa sulla roccia. Il vescovo ignorò tuttavia per due volte la richiesta finché San Michele non gli bruciò il cranio con un foro rotondo provocato dal tocco del suo dito, lasciandolo tuttavia in vita. Il cranio di Sant'Auberto con il foro è conservato nella Chiesa di Saint-Gervais. Più a sud, a Le Puy-en-Velay, nell'Alvernia, è dedicata a San Michele una cappella, sita sulla punta di un antico vulcano e meta di pellegrinaggi.
Giovanna d'Arco identificò nell'Arcangelo Michele una delle "Voci" che la ispirarono e la prima che le si presentò.

### L'arciconfraternita universale di san Michele
Fondata il 16 ottobre 1867 a Mont-Saint-Michel, la confraternita fu approvata e arricchita di indulgenze da papa Pio IX il 12 febbraio 1869, elevata al rango di arciconfraternita il 12 maggio 1874 ed esteso a tutta la Francia e oltre il 1º dicembre 1876. Ricevette infine da Leone XIII il titolo ed i privilegi di Arciconfraternita universale con breve del 29 marzo 1895.
Questa arciconfraternita non organizza il pellegrinaggio, ma si propone di "onorare i santi Angeli e particolarmente San Michele", combattere il Male sotto il vessillo dell'arcangelo e ottenere la sua intercessione. I membri sono chiamati Zélatrices e Zélateurs. Le condizioni di ammissione sono l'età (maggiore di 10 anni) e il libero consenso. L'offerta è facoltativa al momento della registrazione.

### La linea sacra di San Michele
La devozione a San Michele Arcangelo ha permesso la nascita di diversi luoghi di culto in tutto il mondo e, in particolare, in Europa, dov'è apparso in alcune occasioni. Tre di questi si trovano singolarmente disposti lungo una linea retta, quasi alla stessa distanza tra loro: Mont Saint-Michel in Normandia, la Sacra di San Michele in Val di Susa, e il Santuario di San Michele Arcangelo in Puglia.

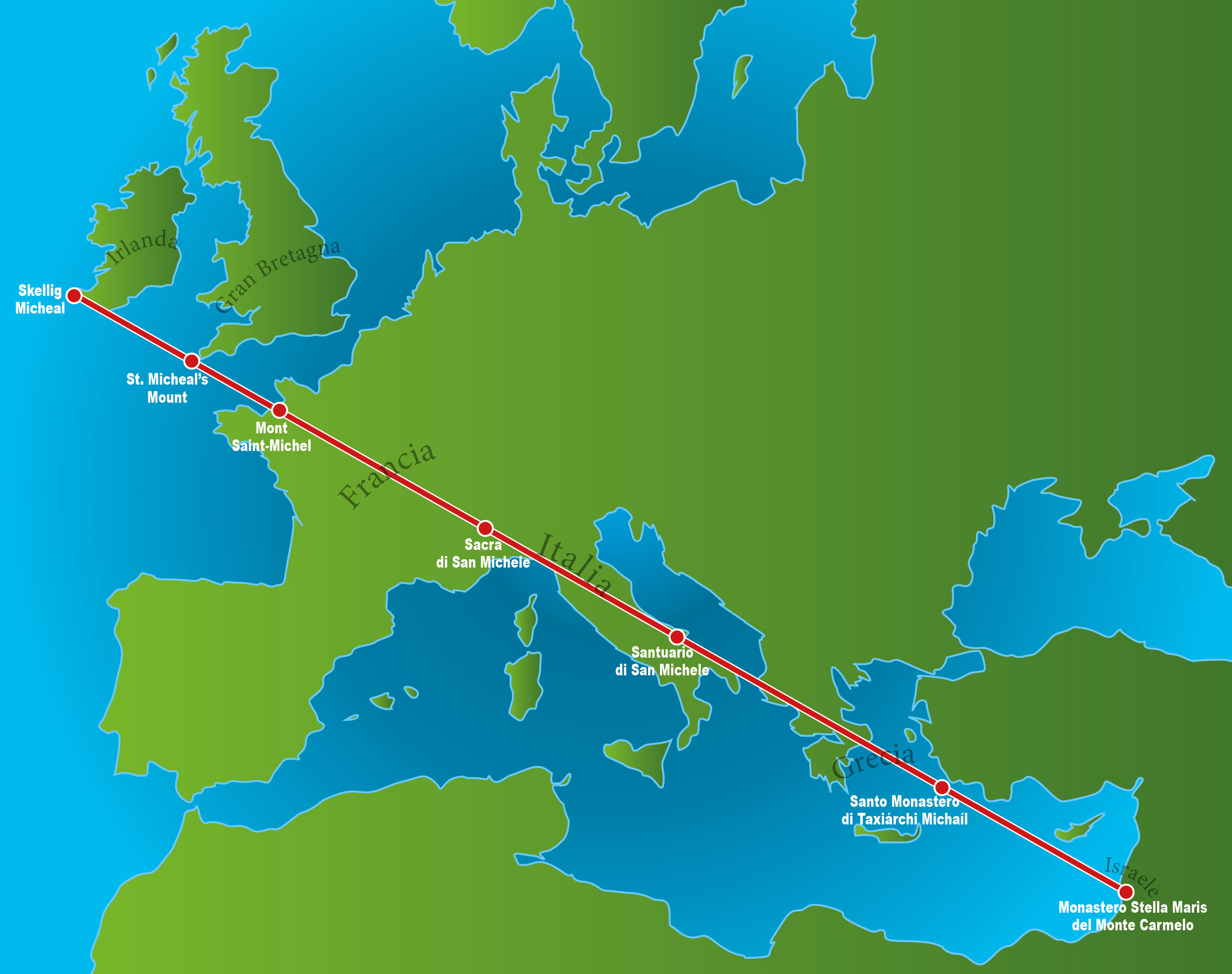
Percorso della linea sacra di San Michele.

Estendendo ulteriormente questa direttrice, diversi altri centri dedicati all'Arcangelo vi appaiono allineati, pur con una certa approssimazione, fino a collegare le propaggini irlandesi sull'Atlantico con la Galilea in Terra santa. Sette di questi, ritenuti i più significativi in quanto oggetto di pellegrinaggio, sono i seguenti:
- Skellig Michael (Repubblica Irlandese), dove viene fatta iniziare la linea;
- St Michael's Mount (Cornovaglia – Inghilterra sud-occidentale);
- Mont Saint-Michel (Normandia – Francia).
- Sacra di San Michele (Val di Susa – Piemonte);
- Santuario di San Michele Arcangelo (Monte Sant'Angelo – Puglia), luogo della prima apparizione;
- Monastero di Panormitis nell'isola di Simi (Grecia);
- Monastero di Stella Maris del Monte Carmelo (Israele).

Tra gli altri luoghi consacrati all'Arcangelo lungo tale «linea michelita», pressappoco nel suo centro mediano sorge il Tempio di San Michele a Perugia. Lucien Richer, tra i primi studiosi a evidenziare questo allineamento, notò che esso rifletteva l'asse zodiacale che da nord-ovest parte dalla Vergine e termina a sud-est coi Pesci. Egli vi vedeva idealmente raffigurato il passaggio dai culti ancestrali legati alla natura, rappresentati dal segno di terra della Vergine, alla nuova religione celeste del cristianesimo simboleggiata da quello d'acqua dei Pesci; il carattere solare di quest'ultima avrebbe anche una corrispondenza con la geografia sacra dei santuari greci del dio Apollo, con cui Michele presenta delle affinità.
(Lucien Richer,  L'"Asse" di San Michele e di Apollo., dalla rivista «Atlantis», n. 293, maggio-giugno 1977)
Altre spiegazioni fornite sia in un ambito popolare che in contesti esoterici vedono in questa direttrice il segno lasciato dalla spada con cui Michele ha trafitto il Drago facendolo precipitare sulla Terra. Per questo essa viene chiamata anche la «linea del Drago».
La recente teoria delle cosiddette ley lines, secondo cui la superficie terrestre sarebbe attraversata da un reticolo di linee spirituali portatrici di particolare energia, ha portato a ritenere che tale allineamento non sia casuale ma rispondente a degli intenti soprannaturali. Vi è ad esempio chi lo considera una sorta di percorso iniziatico che riflette l'asse cerebro-spinale dell'anatomia umana su cui sono disposti i sette chakra, corrispondenti ai sette luoghi energetici principali sopra elencati consacrati all'Arcangelo.
È stato evidenziato inoltre che tale linea ideale appare allineata col tramonto del Sole nel giorno del solstizio d'estate.
Come per altre linee temporanee vi sono tuttavia posizioni scettiche secondo cui nessuna prova scientifica indica che tale allineamento sia stato pianificato e abbia un reale significato, rendendo quindi fallace l'affermazione, nonostante questa sia comunemente riportata in questi siti. Il fisico Luca Amendola ha osservato che la deviazione di questi siti dalla linea lossodromica (anche se sarebbe più corretto parlare di linea ortodroma) che li collegherebbe varia tra 14 km e 42 km, e che quindi è probabile che l’allineamento sia una coincidenza, favorita dall'alta densità di edifici religiosi che l’Europa presenta e dall’importanza di San Michele nel cristianesimo.

### Ordini e confraternite
Nel 1172 il re Alfonso I del Portogallo fondò l'Ordine reale di San Michele dell'Ala nel corso della lotta contro i Mori, esistente ancora oggi come ordine dinastico della Casato di Braganza. Nel 1469 il re Luigi XI di Francia creò l'ordine cavalleresco noto come Ordre de Saint-Michel. Nel 1818 seguì in Inghilterra l'Ordine di San Michele e San Giorgio.
Nel 1693 Joseph Clemens von Bayern, allora principe arcivescovo di Colonia, fondò l'Ordine al merito di San Michele, aperto solo alla nobiltà, e come controparte civile, l'Arciconfraternita di San Michele, che esiste ancora oggi (" Confraternita del Santo Arcangelo e Principe del Cielo Michele”), che ben presto contò circa 100.000 membri.
Dalla fine del XIX secolo iniziò ad essere operativa l'Associazione San Michele - Associazione dei nobili tedeschi per la cura della storia e la protezione degli interessi di classe storicamente giustificati, di cui era presidente Friedrich Baron von Gaisberg-Schöckingen e a cui appartenevano la dinastia Guttenberg e la famiglia Müllenheim. L'araldista tedesco Gustav Adolf Closs ideò per l'associazione un ex libris che reca l'iscrizione "Sanct Michael" e che riporta in due colonne sul margine sinistro e destro i dodici stemmi delle famiglie aderenti, incorniciando la figura dell'uccisore di draghi mentre indossa uno scudo d'oro inciso con un'aquila germanica di colore nero.
Nel 1910 padre Bronisław Markiewicz consacrò a S. Michele la "Società per il lavoro", che si occupava principalmente di aiutare gli orfani. A seguito del suo riconoscimento ecclesiastico nel 1921, fu denominata Congregazione di San Michele Arcangelo ("Ordine di Michele", "Michelita").
Il 29 settembre 1931 fu fondata a Marburgo una Confraternita di San Michele come parte del movimento Berneuchen, un'associazione evangelica di teologi e laici. La St. Michaelsvereinigung, fondata da Paul Kuhn, gestisce una chiesa con circa 1000 persone a Dozwil, nel cantone di Turgovia, vista come "luogo di grazia" dal 1971 .

### Patrono dei soldati
Insieme a san Giorgio, Sergio e Maurizio è venerato come il santo patrono dei paracadutisti, soldati e guerrieri. È il patrono della polizia austriaca e svizzera. È considerato un simbolo dell'ecclesia militans: Princeps militiae coelestis quem honorificant angelorum cives ("Principe dell'esercito celeste al quale i cittadini degli angeli tributano onore").
Il suo nome è legato al provvidenziale intervento in varie battaglie:
- la vittoria dei Longobardi di Siponto (Manfredonia) sui Napoletani Greci l'8 maggio 663
- duplice salvataggio della città di Costantinopoli: nel 626 dagli Avari e nel 676 dagli Arabi
- dopo la battaglia di Lechfeld del 955, san Michele divenne patrono del Sacro Romano Impero e poi della Germania
- secondo una cronaca russa, prima della sua vittoriosa battaglia contro il mongolo Khan Mamai nella battaglia di Kulikovo del 1380, il granduca Dmitry Donskoy si prostrò davanti a un'icona del "capo celeste e archistratega" Michele
- secondo le visioni di santa Giovanna d'Arco, da cui derivava la propria missione divina, egli svolgeva un altro ruolo nella Guerra dei cent'anni tra Inghilterra e Francia.

Nel tardo Medioevo Michele fu nominato, insieme a San Giorgio, patrono della cavalleria e in particolare degli ordini cavallereschi a lui dedicati come l'Ordine di San Michele (Francia, 1469) e l'Ordine di San Michele e San Giorgio (Inghilterra, 1818).

### Guaritore
Secondo un rapporto del patriarca Sisinnios di Costantinopoli († 427), l'arcangelo nel III secolo fece sgorgare una miracolosa sorgente curativa a Colossi, in Frigia, poi a Chonai, presso la quale fu eretta una chiesa in onore dell'Arcangelo. Per circa cento anni, i pagani cercarono di distruggere la presenza cristiana deviando i torrenti di montagna Lykokapros e Kouphos nella sorgente termale per inquinarla e privarla così del suo potere curativo. Per intercessione del santo eremita Archippo (cfr. Colossesi 4,17) l'arcangelo Michele discese dal cielo "come una colonna di fuoco" e spaccò una roccia, dopodiché le masse d'acqua iniziarono a scorrere sottoterra, portando con sé i malvagi pagani, ma senza causare danni alla chiesa.
Il miracolo è commemorato dalla Chiesa ortodossa il 6 settembre e rese Chonai il fulcro di un forte culto dell'arcangelo diffuso in tutta la Frigia, ai cui eccessi il Concilio di Laodicea (del 363) tentò di porre un argine. Presumibilmente subentrò ad una tradizione precristianasimilare dell'antico dio guaritore Men-Karoi. Vista la maggiore forza dell'arcangelo e le maggiori proprietà curative delle sue fonti, il culto mutò oggetto. Anche in Pizia, in Bitinia e nell'Asia Minore esistono sorgenti termali dedicate a San Michele.

## Nella letteratura
Appare come personaggio nell'Orlando furioso di Ludovico Ariosto ed è citato nella Divina Commedia.
Nella traduzione della Legenda aurea, curata nel XIII secolo da Henry Wadsworth Longfellow, Michele è l'angelo di Mercurio, uno dei sette pianeti.
Nel poema epico Paradiso perduto di John Milton, Michele guida l'esercito di angeli fedeli a Dio contro le forze ribelli di Satana. Armato di una spada divina, sconfigge Satana in un combattimento personale, ferendogli il fianco.
Nel romanzo storico Le impronte dell’angelo di Alessandro Panìco (2012) la linea di San Michele è il filo conduttore dell’epopea dei Normanni in Italia meridionale.
Il gesuita americano Raymond Bishop riporta nel suo diario l'esorcismo di un ragazzo di tredici anni, in cui il bambino apparve in una visione dell'arcangelo e scacciò il Diavolo dal suo corpo. Il fatto ispirò il romanzo di William Peter Blatty del 1971 intitolato L'esorcista.
Michele appare anche nel libro di Wolfgang Hohlbein Krieg der Engel, dove combatte al fianco di un ragazzo contro Azazel.
L'arcangelo Michele appare anche come personaggio secondario del manga giapponese "Le mie palle" del 2006. 

## Nella musica
Marc-Antoine Charpentier nel 1683 compose il Praelium Michaelis Archangeli factum in coelo cum dracone (H.410), oratorio per soli, doppio coro, archi e continuo.
Johann Sebastian Bach compose la cantata Es erhub sich ein Streit, BWV 19, per il festival di Michaelis nel 1726, in cui la lotta spirituale dell'Arcangelo Michele fu sviluppata utilizzando mezzi drammatici musicali barocchi. Tre trombe, timpani, l'oboe da caccia e altri strumenti riflettono il combattimento in modo onomatopeico.
L'inno Strong Hero, Sankt Michael, scritto durante la Guerra dei Trent'anni, è attribuito a Friedrich Spee.
Nikolai Karachentsov è autore della canzone Michael archangel.
Nel 1971 Robert Blum creò un inno all'arcangelo Michele dopo il preludio all'oratorio omonimo per coro misto, banda di fiati e organo.
Benjamin Schmolke scrisse il testo di una canzone per la festa di San Michele con dieci strofe Du Herr der Seraphinen, cantata sulla melodia di Nun ruhen alle Wälder.
Nel 2023, il rapper trippie redd pubblica i progetti Saint Michael e Saint Michael V2, riferimento all'omonimo arcangelo.

## Nei media
L'Arcangelo Michele è stato anche il protagonista del film commedia Michael del 1996 nel quale John Travolta interpreta un angelo non convenzionale che discese sulla terra.
Nel film del 2010 Legion, l'arcangelo Michele (interpretato da Paul Bettany) salva l'umanità.
Inoltre, Michele appare nella serie TV Supernatural per rimandare Lucifero all'Inferno. Michael appare anche nella serie Lucifer e nelle due stagioni della serie tv Good Omens.

## Galleria d'immagini

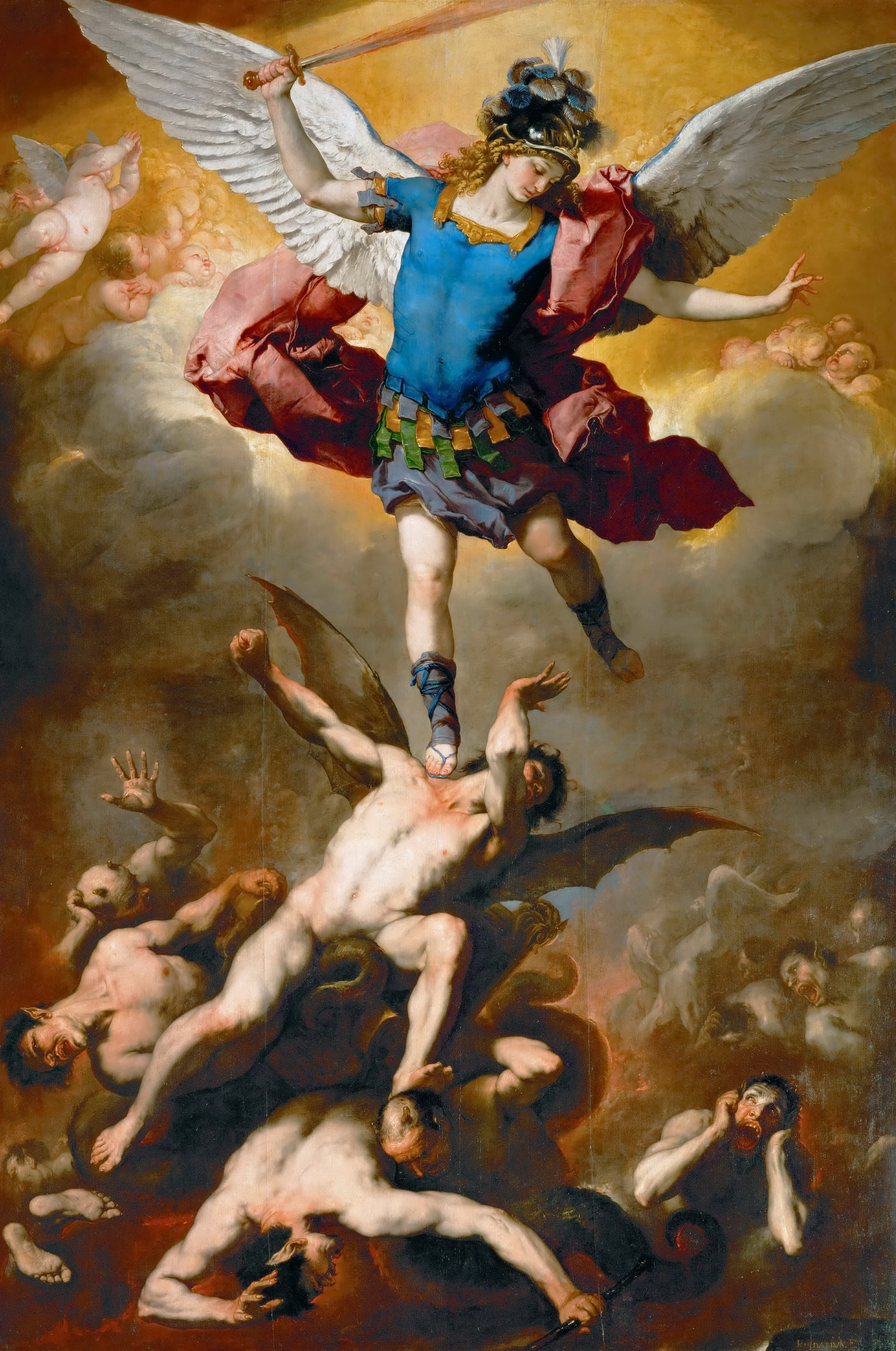
Luca Giordano, Caduta degli angeli ribelli, 1666
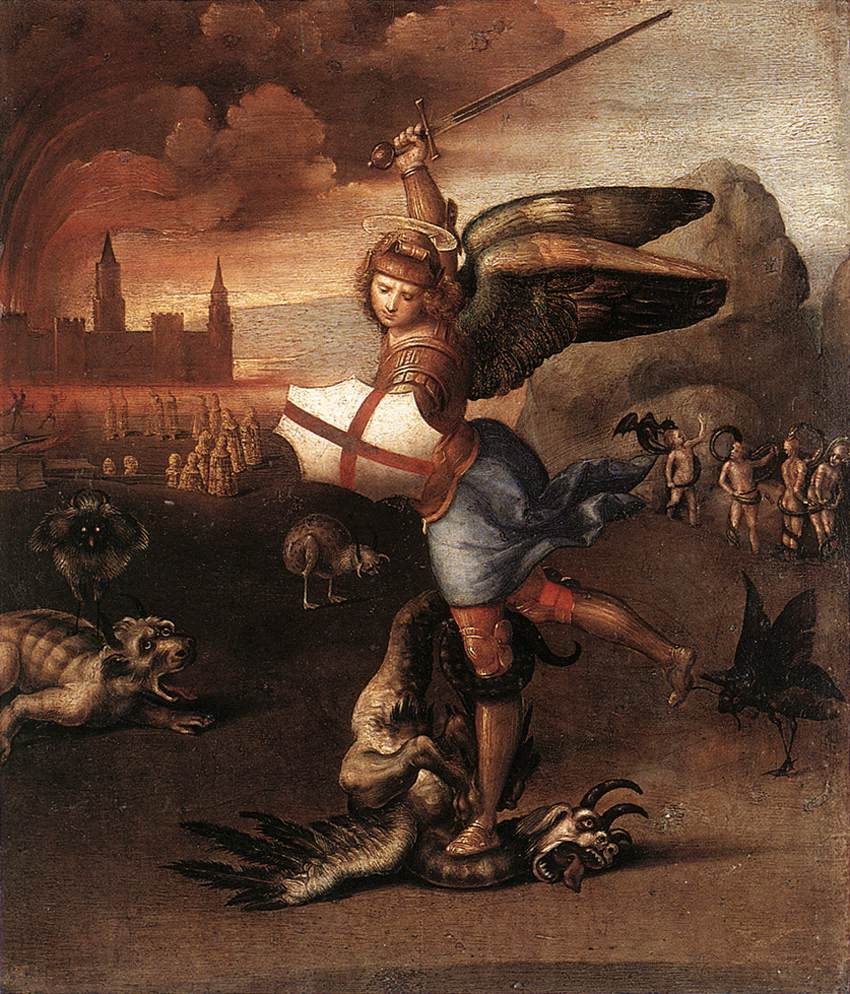
Raffaello, San Michele e il drago (1505 circa), Museo del Louvre
Raffaello e aiuti, San Michele sconfigge Satana, 1518, Museo del Louvre
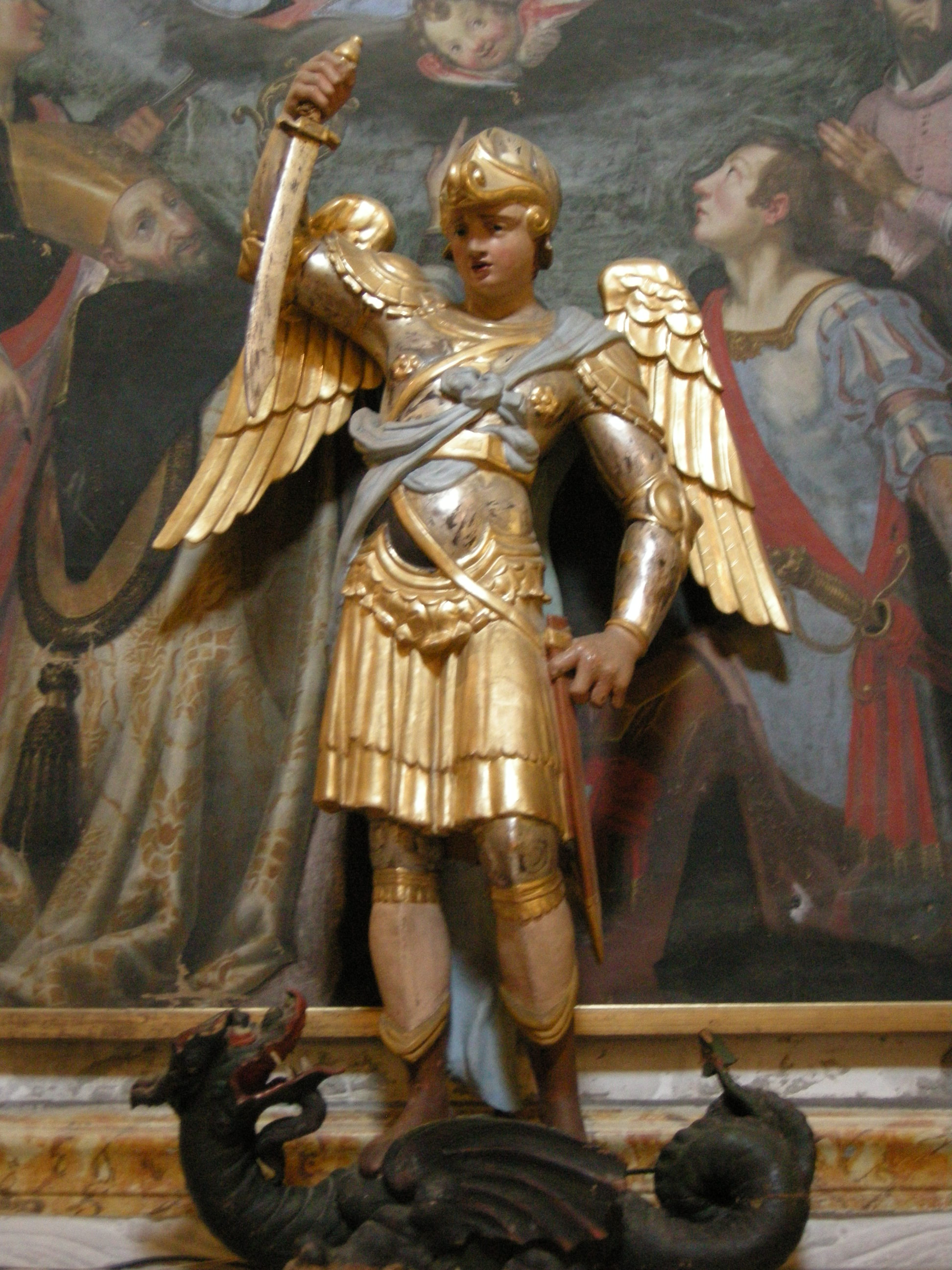
Statua cinquecentesca nella chiesa di San Michele Arcangelo di Pescia (XV secolo)
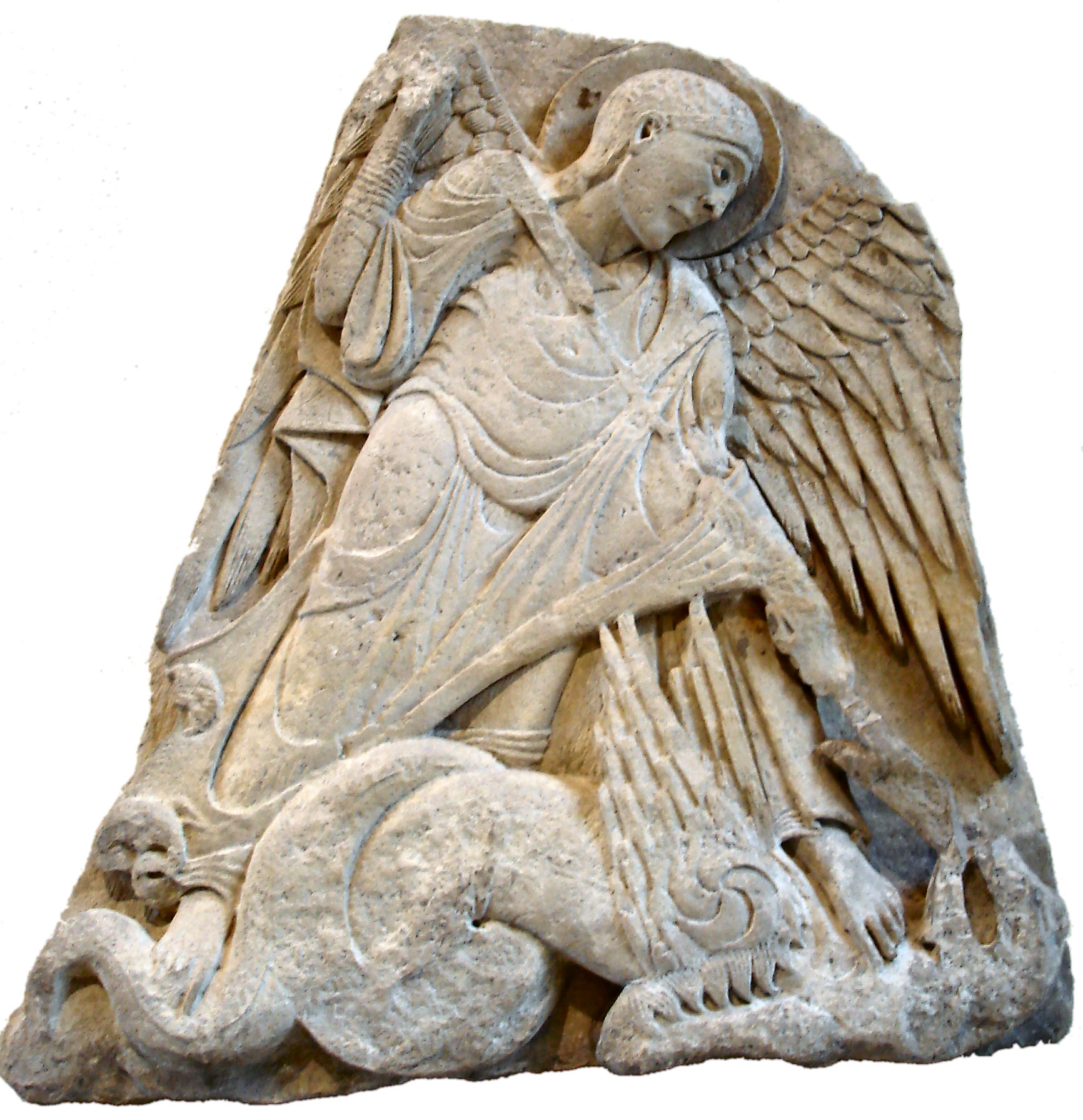
L'arcangelo Michele uccide il drago (Borgogna, XII secolo)
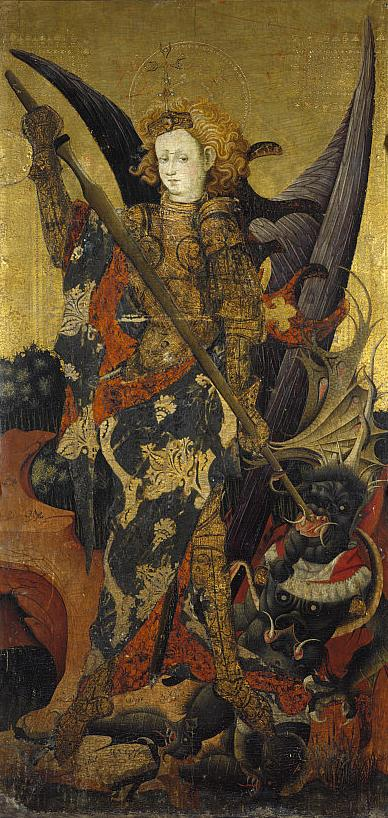
San Michele vince il diavolo (Gonzalo Pérez, XV secolo)
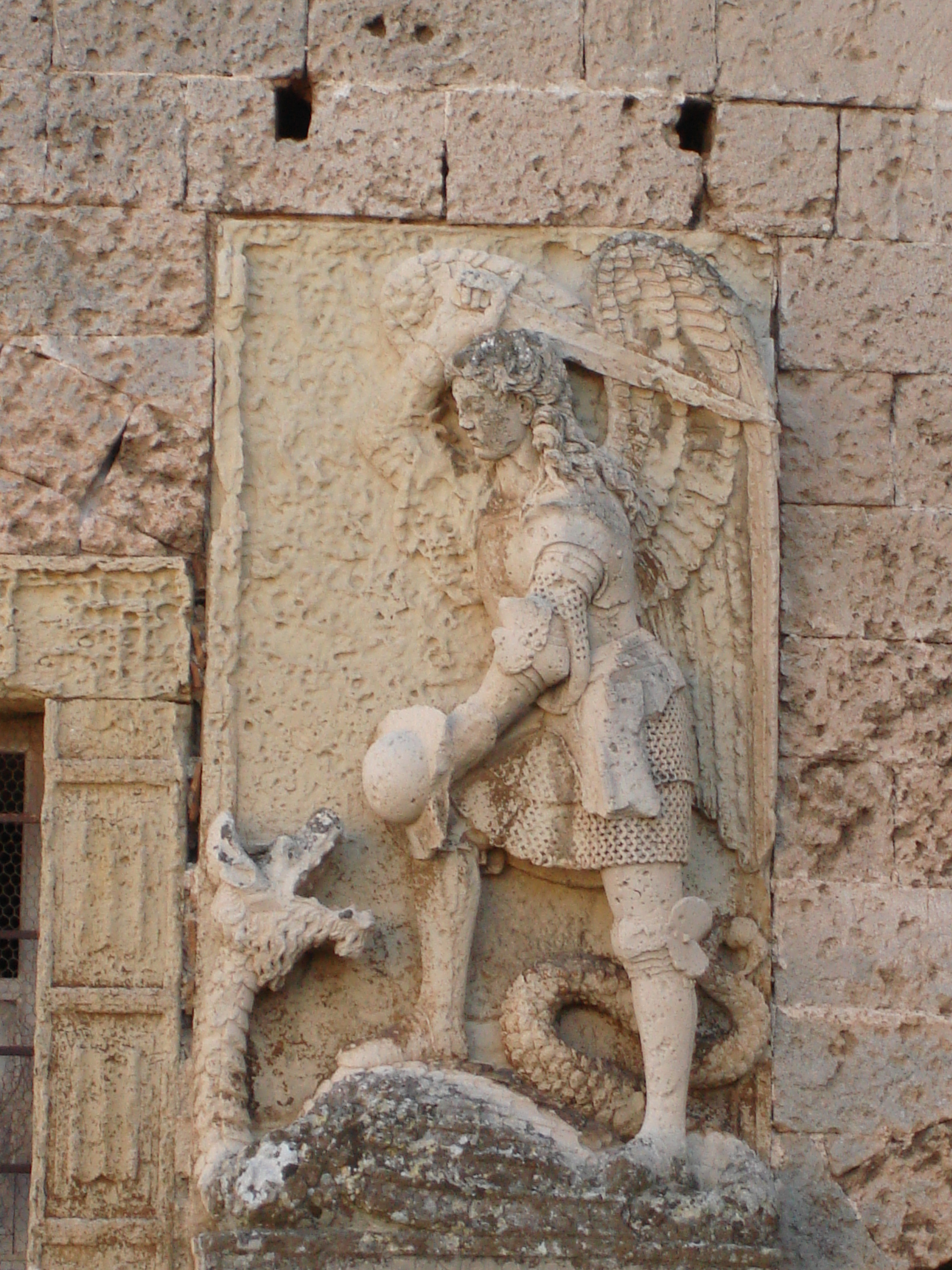
L'arcangelo Michele uccide il drago (Corigliano d'Otranto), figura presente su uno dei quattro torrioni del castello XV-XVI secolo)
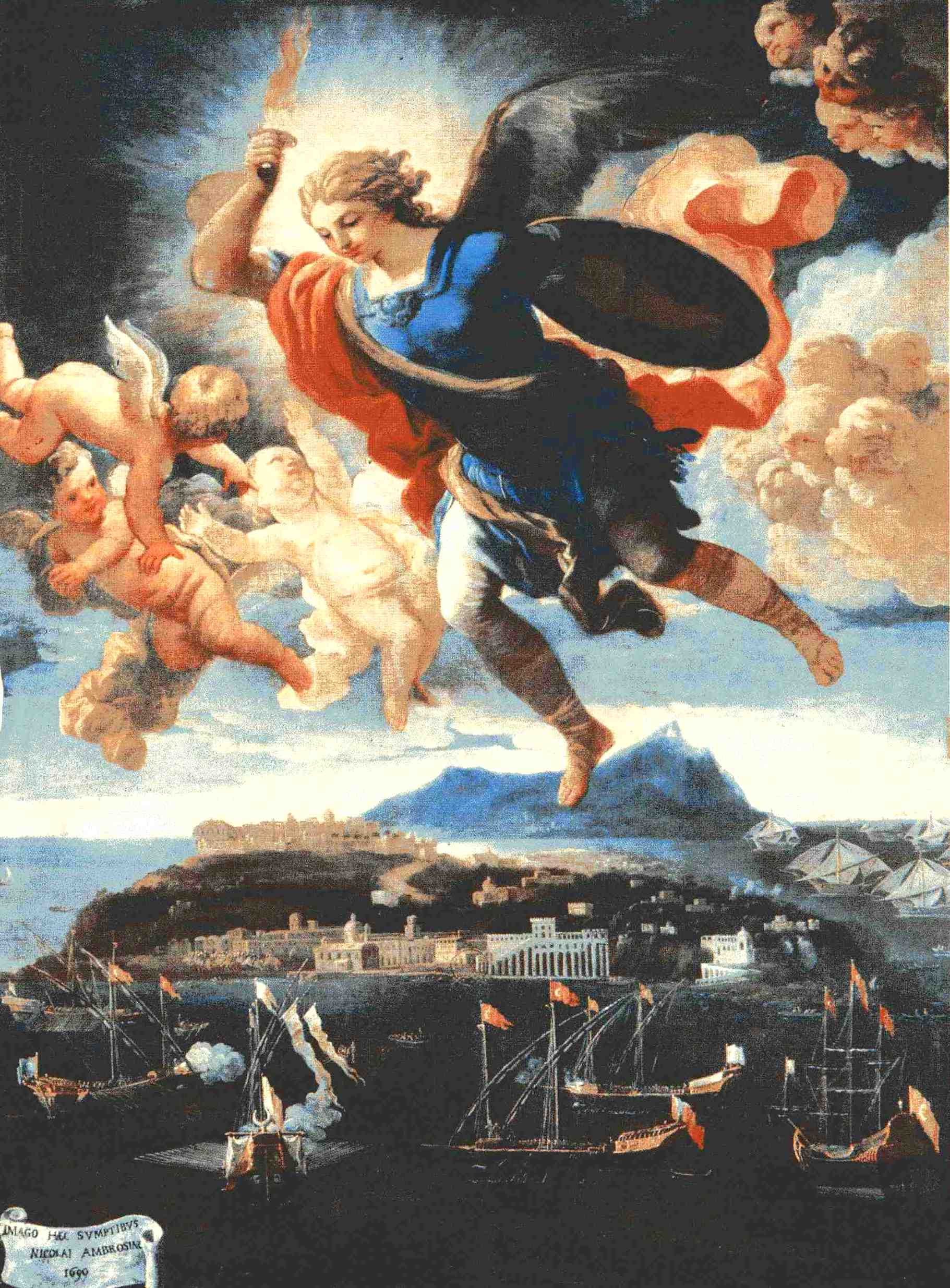
Nicola Russo, San Michele Arcangelo scaccia i Saraceni da Procida (olio su tela, XVII secolo)
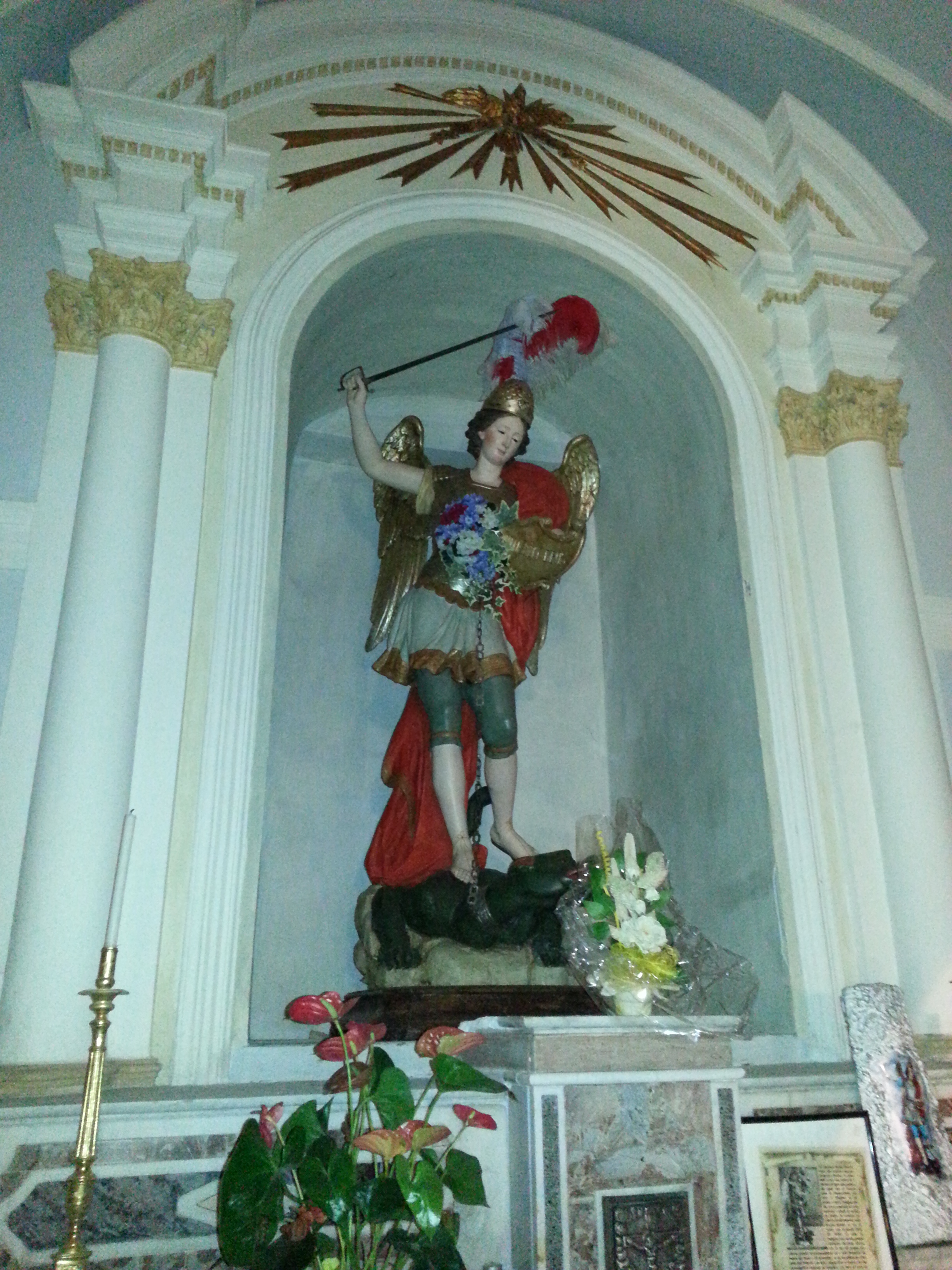
Statua di San Michele Arcangelo patrono di Chiusano di San Domenico (Avellino)
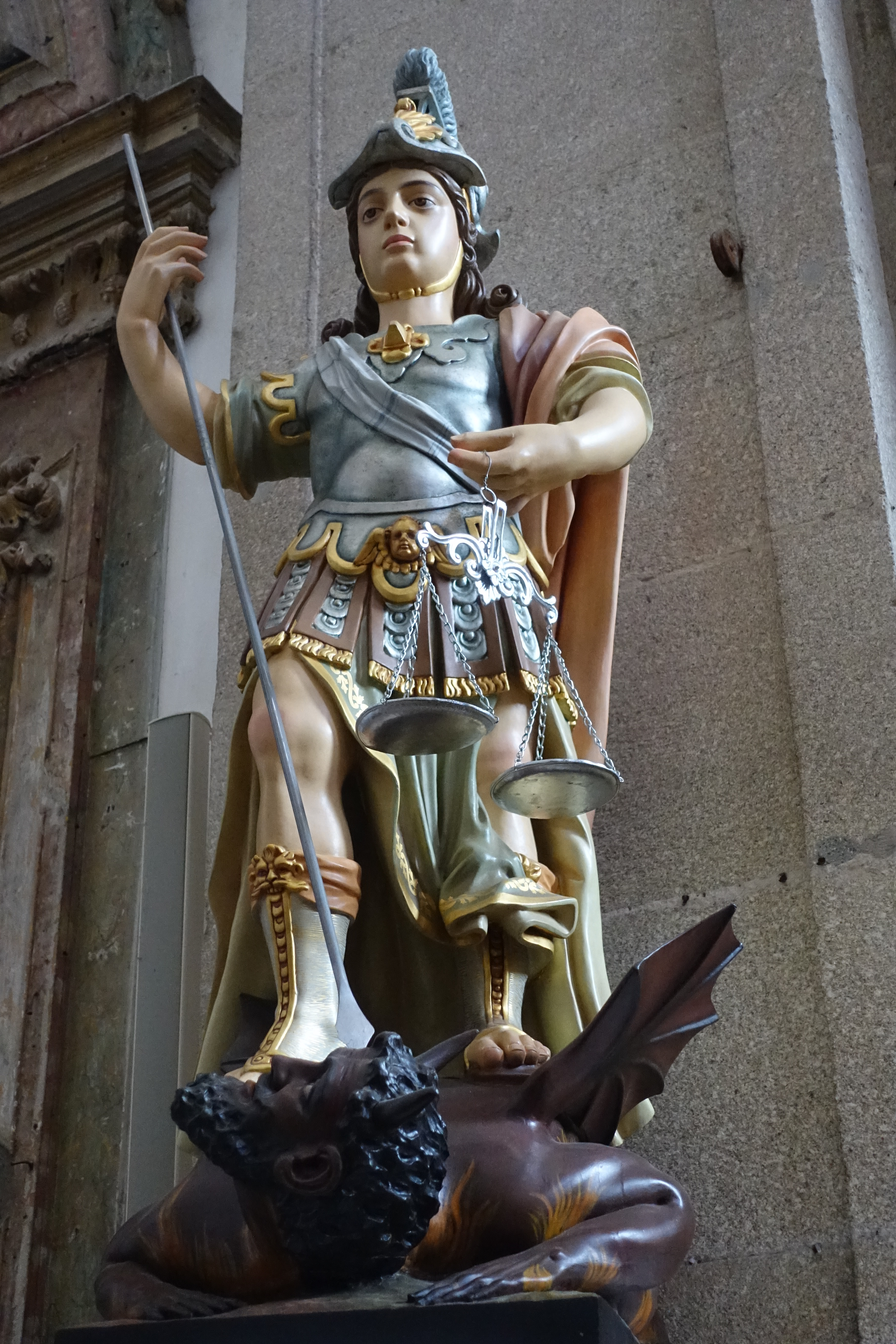
Statua di San Michele Arcangelo patrono di Cabeceiras de Basto
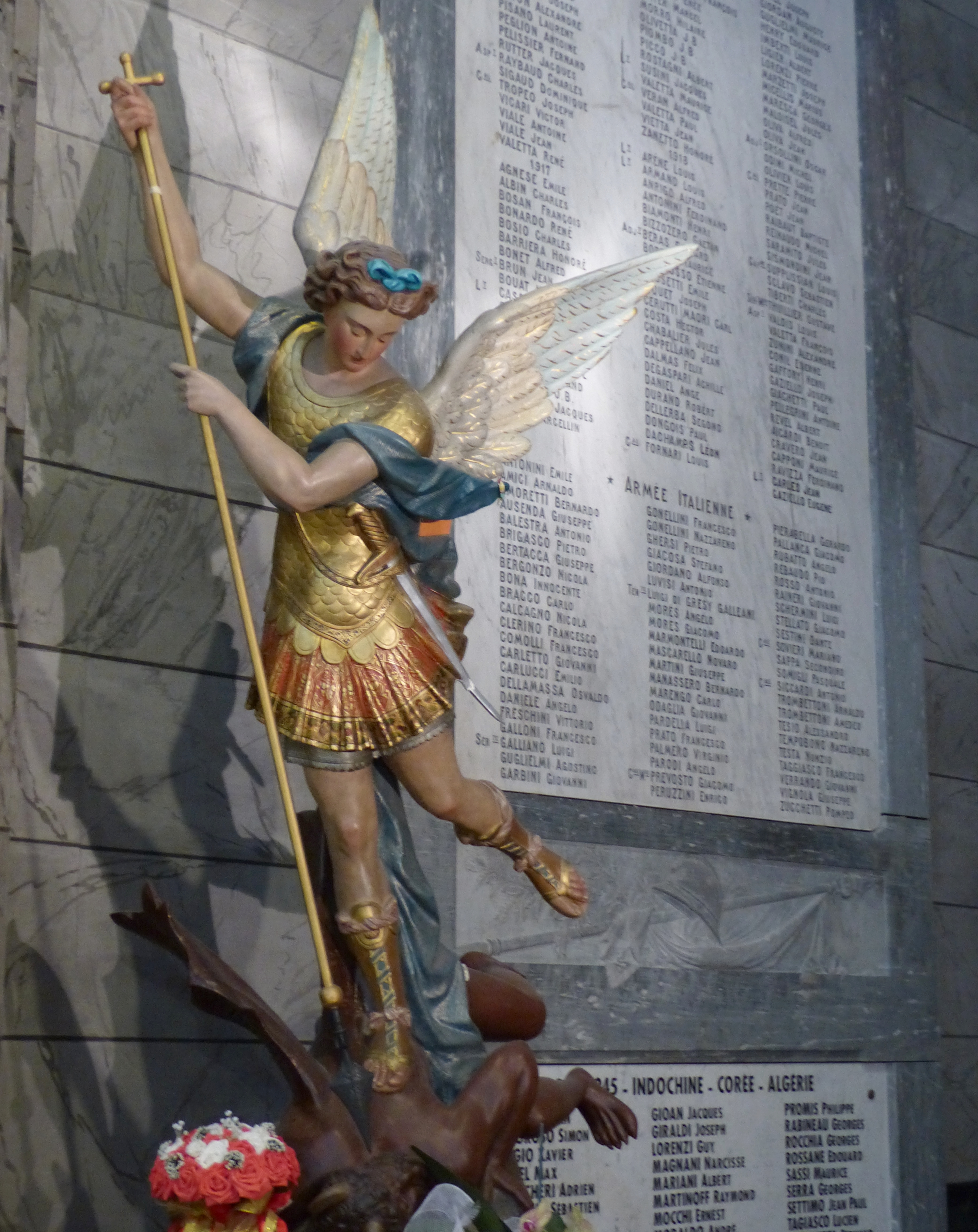
Basilica di San Michele Arcangelo (Mentone)
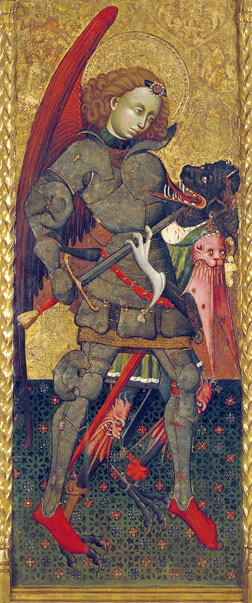
Blasco de Grañén, San Michele Arcangelo, circa 1435-1445, Museo nazionale d'arte della Catalogna
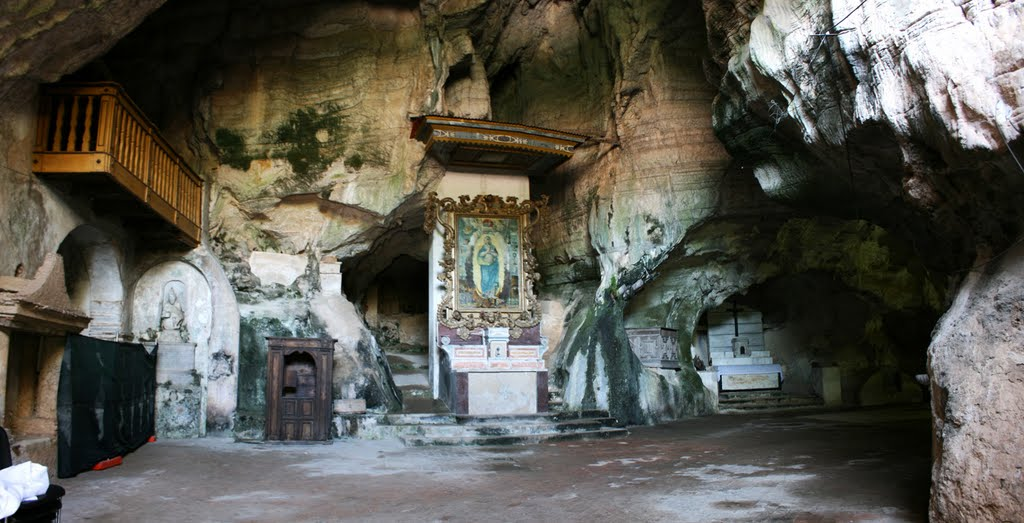
Grotta di San Michele Arcangelo, PATRIMONIO MONDIALE UNESCO all'interno del Parco Nazionale del Cilento e del Vallo di Diano, è situata ai piedi di una parete rocciosa a Sant'Angelo a Fasanella (SA)
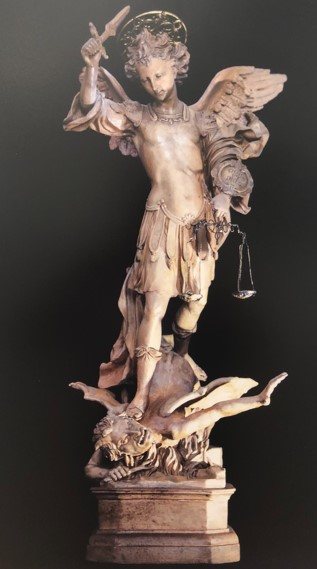
San Michele Arcangelo conservato presso il Museo d'arte sacra di Caltanissetta, opera di Giuseppe Frattallone 1832-1874
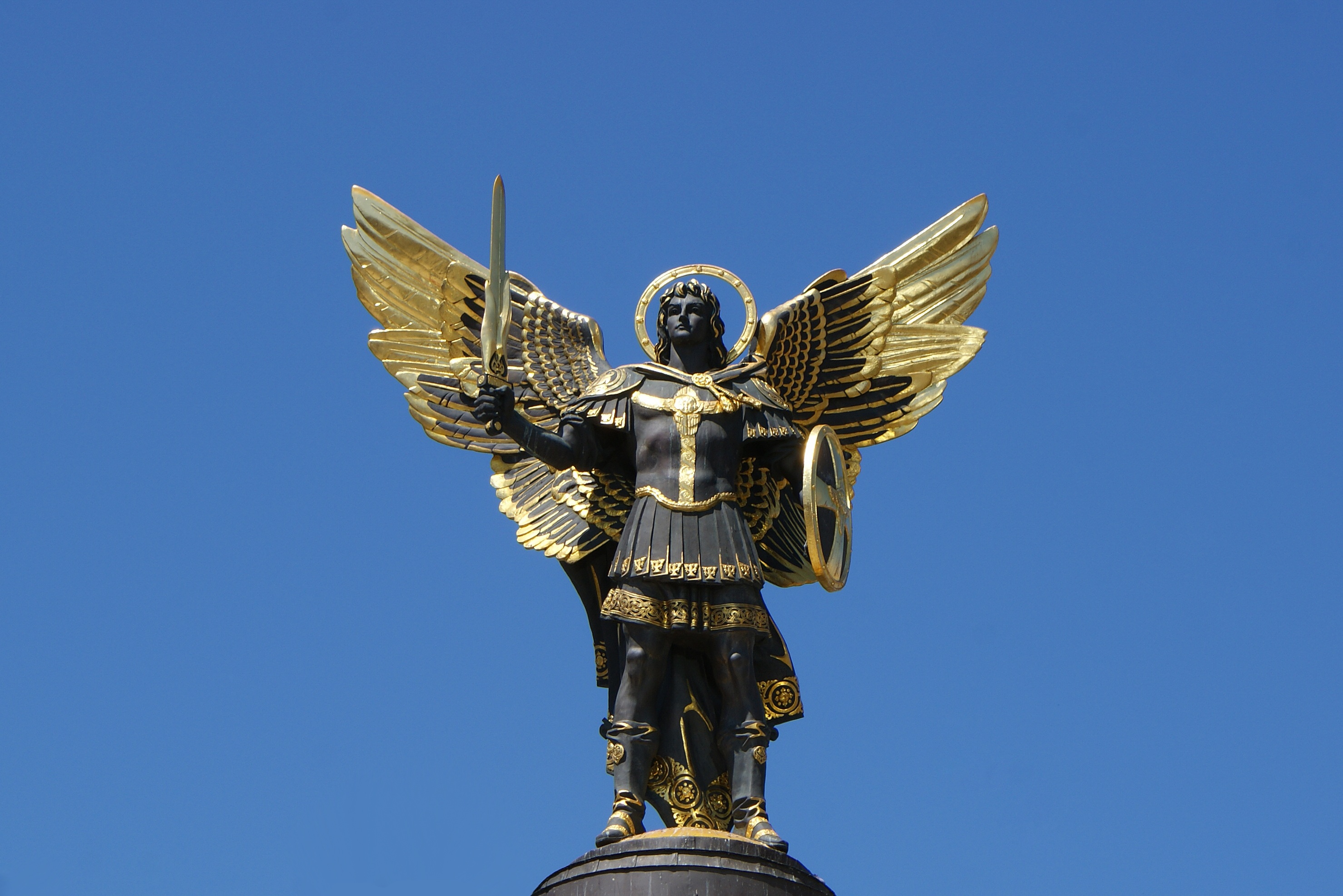
Statua di San Michele Arcangelo, Porta Ljads'ki, Kiev